# Messerschmitt Bf 109
Messerschmitt Bf 109, förkortat Bf-109, var ett tyskt jaktflygplan som vann berömmelse under andra världskriget. Flygplanet konstruerades av Willy Messerschmitt på 1930-talet och var det första moderna jaktflygplanet i sitt slag. Bland annat hade det en flygkropp i skalkonstruktion helt i metall med täckt sittbrunn och infällbara landställ.
Flygplanet var Luftwaffes standardjaktflygplan under hela andra världskriget trots att det började ersättas av Focke-Wulf Fw 190 från och med 1942. Bf 109 vann fler luftsegrar under andra världskriget än något annat flygplan har gjort i världshistorien och användes för flera olika uppgifter såsom eskortjaktplan, jaktplan, för markattack och som spaningsflygplan.
Bf 109 är det mest producerade jaktplanet i historien med sina 33 984 byggda flygplan. Trots att Bf 109 hade några svagheter, däribland en kort räckvidd om 580 km i alla sina versioner och en smal spårvidd på landstället som ibland gjorde landningen svår, stod det sig i jämförelse med de allierades jaktflygplan ända till krigets slut.

## Benämningen
Det tyska luftfartsministeriet, Reichsluftfahrtministerium (RLM), gav de olika tyska flygplanskonstruktionerna ett prefix efter företaget som tillverkade flygplanen - "Ju" stod för Junkers, "Do" för Dornier och så vidare. I litteraturen används ibland på de två benämningarna Bf 109 och Me 109 för detta jaktplan och det kan ibland ställa till med viss osäkerhet. 
Bf står för Bayerische Flugzeugwerke och Me för Messerschmitt. Det var det förstnämnda företaget som tog upp tillverkningen av detta flygplan och det tyska luftfartsministeriet gav därmed flygplanet prefixet Bf - detta kom att alltid användas i officiella sammanhang under det andra världskriget samt i alla officiella tyska dokument som behandlade flygplansfamiljen. När Erhard Milch slutligen tillät Willy Messerschmitt, chefskonstruktör vid nämnda Bayerische Flugzeugwerke, att införskaffa företaget i juli 1938 döptes företaget om till Messerschmitt. Vissa av de Bf 109 som flög under den senare delen av kriget, (nästan enbart de som byggts av eller modifierats av Erla Flugzeugwerke) bar beteckningen Me 109. Denna beteckning hade troligtvis felaktigt stämplats in på flygplansbrickorna. Me 109  har även använts i tryck i propagandasyfte av Luftwaffe och även av Messerschmittbolaget självt efter juli 1938. Beteckningen Me 109 användes dock för att beskriva flygplanet vid denna tid. I litteraturen både under och efter kriget används både Bf och Me -prefixen och trots att den tyska militären aldrig officiellt använt Me -prefixet anses båda korrekta. Den konvention som är vanligast är dock att använda Bf fram till och med den första 163 (tyvärr finns det två 163). Och den andra 163 (Komet) är den första med prefixet Me.

## Historien bakom tävlingen
År 1933 sammanställde det tyska Technisches Amt eller T-Amt (den tekniska avdelningen vid RLM) en serie av forskningsprojekt för att utreda framtidens stridsflygplan. Resultatet av studien var fyra riktlinjer för olika typer av framtida flygplan:
- Rüstungsflugzeug I för ett flersitsigt, medeltungt bombplan
- Rüstungsflugzeug II för ett taktiskt bombplan
- Rüstungsflugzeug III för ett tvåsitsigt, tungt jaktplan
- Rüstungsflugzeug IV för ett ensitsigt jaktplan

Rüstungsflugzeug IV var ämnat att bli ett ensitsigt monoplan för jakt, byggt helt i metall. Det skulle ersätta biplanen Arado Ar 64 och Heinkel He 60 som var i tjänst vid denna tidpunkt. Det förutsattes även att R-IV -flygplanet skulle ha bättre flygegenskaper än alla andra flygplan som fanns vid denna tidpunkt. Dessa krav var dock ganska lätta att uppnå.
Jaktplanet skulle kunna vara i luften i 90 minuter, av vilka 20 minuter skulle utgöras av flygning med toppfarten (om minst 400 km/h) på 6 000 meters höjd. Flygplanet skulle utrustas med den nya Junkers Jumo 210-motorn på 700 hästkrafter (522 kW).
Bestyckningen skulle bestå av minst tre 7,9 mm kulsprutor med 1 000 skott var, eller en 20 mm kanon med 200 skott. En annan intressant specifikation var att flygplanet måste hålla sin vingbelastning under 100 kg/m², vilket är ett sätt att definiera flygplanets möjlighet att svänga och stiga. Flygplanets prioriteringspunkter i ordning var: Toppfart, stighastighet och manövrerbarhet.
Det var inte T-Amt som hade skapat R-IV -specifikationerna själv utan de härstammade delvis från flygplanstillverkarna Heinkel och Arado som hade bekostat egna konstruktionsförslag för ett monojaktplan år 1933. T-Amt använde helt enkelt de bästa egenskaperna från de båda tillverkarna. Focke-Wulf tillkom senare till de tävlande. I maj 1934 gjordes en officiell förfrågan om R-IV och varje tillverkare ombads ta fram tre prototyper för testning under 1934.
Willy Messerschmitt var från början inte ombedd att delta i tävlingen. Det berodde huvudsakligen på hans ansträngda personliga relation med Erhard Milch som var chef för RLM. Det i sin tur berodde troligen på att en vän till Milch omkommit i en olycka med en Messerschmitt-konstruktion som Lufthansa använt. Messerschmitt hade dock personliga kontakter med flera höga officerare i Luftwaffe, vilka blivit imponerade av allmänflygplanet Messerschmitt Bf 108 (Taifun). Efter en försening på flera månader inbjöds Bayerische Flugzeugwerke, där Messerschmitt var chefskonstruktör, att delta tidigt år 1935. Milch förklarade dock att Messerschmitt aldrig skulle komma att vinna tävlingen och skulle därför inte heller få något tillverkningskontrakt.

## Konstruktionsegenskaper

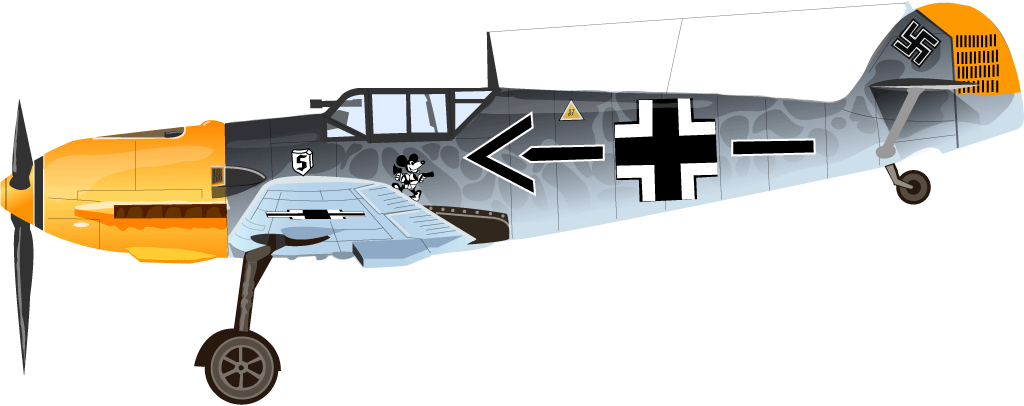
Bf 109E-4.

När Messerschmitt kom med i tävlingen hade redan Bf 109-konstruktionen kommit långt. Liksom föregångaren Bf 108 var den nya konstruktionen baserad på Messerschmitts "lättviktskonstruktion", som huvudsakligen gick ut på att reducera antalet nyckelpunkter i flygplanet. Ett av de mera tydliga exemplen var infästningen av alla strukturpunkter till en stark brandvägg framför förarkabinen, inklusive vingfästena, motorfästena och landstället. I en mera konventionell konstruktion skulle dessa ha fästs vid olika punkter i flygplanet, där en stomme skulle ha fördelat belastningen.
En annan betydande fördel var att landstället var fäst direkt vid flygkroppen. Det gjorde det möjligt att helt montera bort vingarna vid större servicearbeten och att flygkroppen sedan kunde stå på landstället. En nackdel kom dock med denna lösning; ett sådant landställ skulle få ett mindre avstånd mellan hjulen vilket i sin tur gjorde flygplanet mindre stabilt på marken, framför allt vid landning. Bf 109 hade ett rykte om sig att vara svår att starta och landa med, och många flygplan girade okontrollerat i en så kallad ground-loop vid landningen efter en annars lyckad flygning. Vad som ytterligare förvärrade saken var att sikten rakt fram vid taxning på marken var praktiskt taget noll på grund av den långa nosen och att konstruktionen som på alla flygplan vid den tiden hade ett sporrhjul baktill. Problemen med landställets konstruktion hängde med under flygplanets hela livstid och kom att leda till att ett stort antal plan förlorades genom icke-stridsrelaterade incidenter.
Vingen var konstruerad med enbart en huvudbalk som var monterad nära vingens framkant. De flesta flygplan använde vid denna tidpunkt två balkar, en nära framkanten och en närmare mitten, men den nya vingen var mera vridstyv och eliminerade behovet av en bakre balk.
En annan skillnad var att denna konstruktion hade en mycket högre vingbelastning än de övriga. Medan R-IV -kontraktet efterlyste en vingbelastning på mindre än 100 kg/m², tyckte Messerschmitt att det inte var resonligt; med de motorer som då var tillgängliga skulle jaktplanet vara långsammare än de bombplan som det var ämnat att jaga.
En vinge genererar två former av luftmotstånd, nollmotstånd på grund av sin form och inducerat motstånd som är en sidoeffekt av skapandet av lyftkraft. Det förra dominerar vid höga hastigheter, när luftflödet som träffar vingen förorsakar det luftmotstånd som ökar kvadratiskt i förhållande till flygplanets hastighet. Det senare dominerar vid lägre hastigheter, där vingen vinklas mot luftflödet i en högre anfallsvinkel. Eftersom flygplanet primärt skulle användas för höghastighetsflygning valde konstruktörerna en mindre vinge.
Det negativa med ett sådant val är att flygegenskaperna vid lägre hastigheter skulle försämras, den mindre vingen skulle kräva mera luftflöde för att generera tillräckligt med lyftkraft för att förbli i luften. För att åtgärda detta hade Bf 109 avancerade höglyftsanordningar på vingarna, inklusive automatiska slats på vingens framkant och relativt stora klaffar vid vingens bakkant. När de användes ökades vingens yta och gav flygplanet bättre flygegenskaper vid låga hastigheter och höga anfallsvinklar. 
En annan nackdel med en hög vingbelastning är att flygplanet behöver mera energi för att manövrera hårt i snäva svängar. I och med att enbart en begränsad motoreffekt fanns att tillgå betydde det att Bf 109 inte kunde svänga lika snävt som konstruktioner med större vingar. Anordningarna för att öka lyftkraften förbättrade det till viss del, men de orsakade även mera luftmotstånd och drog ned farten på flygplanet. I och med att manövrerbarheten fanns sist på RLM:s önskelista var Messerschmitt säker på att fördelarna vägde tyngre än nackdelarna.

## Prototyper

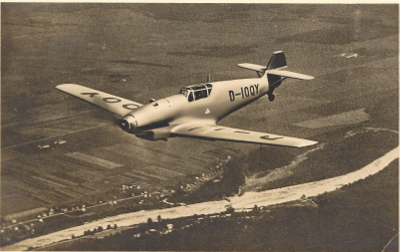
Prototype V3.

Den första prototypen (Versuchsflugzeug 1 eller V1) färdigställdes i maj 1935, men de tyska motorerna var ännu inte färdiga. För att få konstruktionen i luften beställde RLM fyra Rolls-Royce Kestrel VI motorer i utbyte mot att RLM gav Rolls-Royce en Heinkel He 70 Blitz att testa sina motorer på. Messerschmitt fick två av dessa motorer och påbörjade arbetet med att anpassa V1-flygplanet till motorn. Detta arbete blev klart i augusti och V1 påbörjade sina testflygningar i september 1935. Flygplanet sändes sedan till Luftwaffes testcentrum vid Rechlin för att delta i tävlingen.
Sent samma sommar började Jumomotorerna bli tillgängliga och V2 färdigställdes med Jumo 210A -motorn med sina 610 hästkrafter (448 kW) i oktober 1935. V3 blev följande flygplan, det första som bar vapen, men konstruktörerna hade inte tillgång till någon ytterligare Jumomotor. Därmed fick premiärflygningen skjutas på till maj 1936. Liksom V1 och V2 blev även V3 sänt till Rechlin efter kontrollflygning vid fabriken.
Flygegenskaperna för de tre flygplanen var nästan identiska. Maxfarten var omkring 470 km/h på 4 000 meters höjd, och maxhöjden blev omkring 8 300 meter.

## Tävlingen

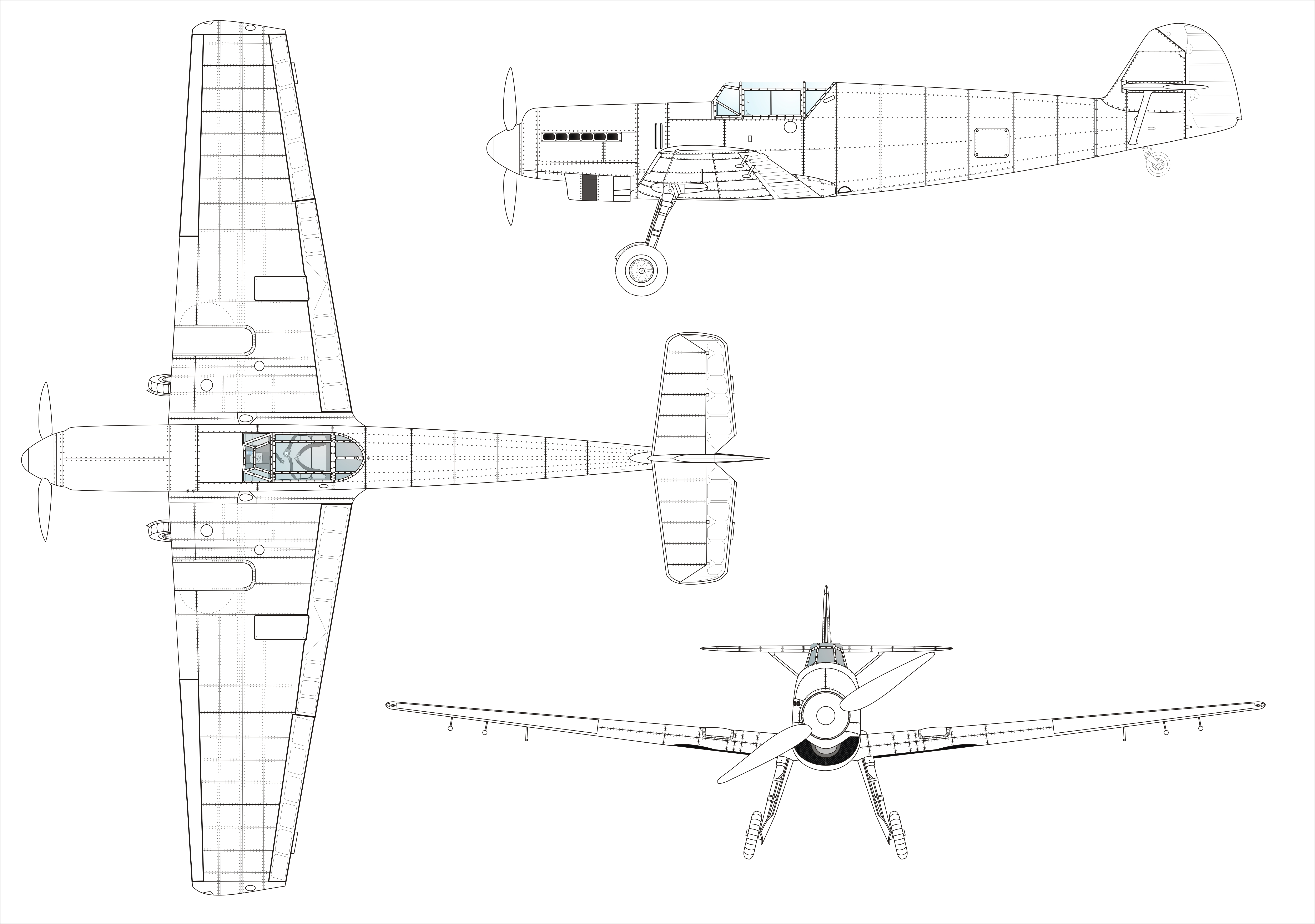
Bf 109 V1.

Efter att Luftwaffe klarat av testerna i Rechlin förflyttades flygplanen till Travemünde för att tävla mot de övriga konstruktionerna. Heinkelkonstruktionen var den första som anlände (tidigt i februari 1936) och de övriga V1:orna hade alla anlänt i början av mars.
Eftersom de flesta av Luftwaffes jaktpiloter var vana vid dåtidens beskedliga biplan med öppen förarkabin, lätta g-krafter och goda manöveregenskaper, var de inledningsvis mycket kritiska mot Bf 109. Snart kom dock flygplanet att ta täten i tävlingen eftersom Arados och Focke-Wulfs förslag visade sig hopplöst föråldrade. Det är kanske inte så förvånande eftersom de hade konstruerats redan två år tidigare och med flygplanens utvecklingstakt vid denna tidpunkt i åtanke, hade de mycket lite att sätta emot den mycket modernare Bf 109.
Den enda svåra konkurrenten till Bf 109 var Heinkels förslag. Heinkels flygplan, He 112, som var baserat på en förminskad Blitz, visade sig vara liknande men annorlunda. Några positiva aspekter med He 112 var dess breda och kraftiga landställ, den betydligt bättre sikten från förarkabinen och den lägre vingbelastningen som ledde till enklare landningar samt bättre manövrerbarhet. Vid en jämförelse av prestanda var dock Bf 109 30 km/h snabbare än He 112 i planflykt och också klart överlägsen i både stigning och dykning. Trots detta var He 112 Luftwaffeledningens favorit.
Luftwaffe beställde ytterligare tio exemplar av båda typerna och de testades utförligt under de påföljande månaderna. Jumomotorer hade nu börjat levereras till de båda konstruktionerna. Bf 109:s suveräna strömlinjeform och låga luftmotstånd, tillsammans med den nya motorn bidrog till att öka hastigheten betydligt i jämförelse med den svagare version som tidigare testats.
Till och med innan serieprototyperna hade beställts var tävlingen i princip över. I mars fick RLM nys om att Spitfire hade beställts för produktion och en form av masspanik bröt ut. Den 12 mars släpptes ett dokument som i huvudsak innehöll tävlingens utgång, Bf 109 prioritetsanskaffning. Ingenting skedde under sommaren som skulle få RLM att ändra sin uppfattning, utan de bad Heinkel att konstruera om He 112 radikalt och gjorde beställningar på Bf 109.

## Versioner

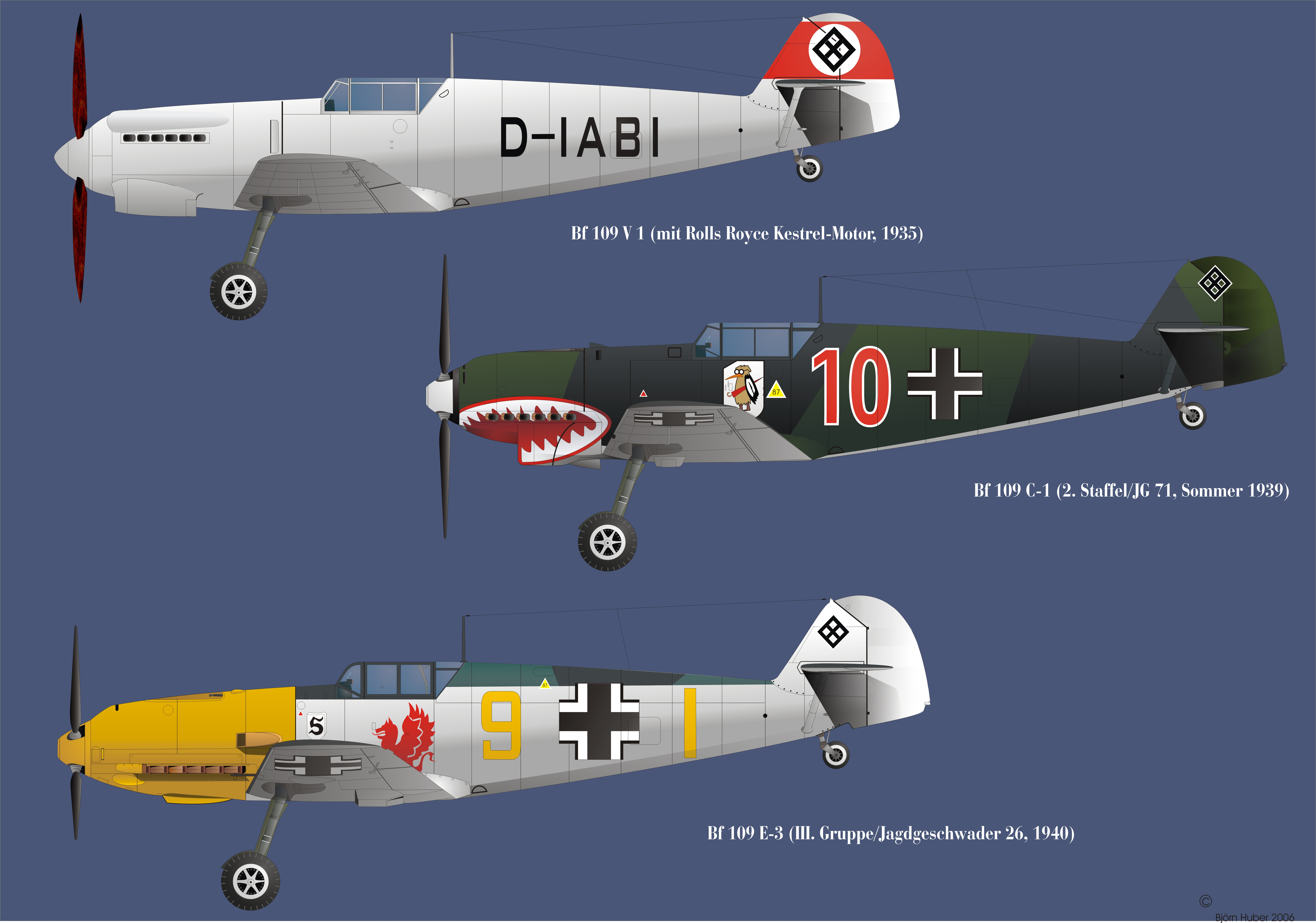
Bf 109:ans V-1-, C-1- och E-3 -varianter.

### Bf 109A "Anton"
Den planerade Bf 109A-serien stoppades innan produktionen inletts, eftersom dess bestyckning var för svag (den var planerad att ha enbart två nosmonterade kulsprutor). Man konstruerade istället en ny prototyp, Bf 109 V4, som bar en tredje MG 17 strax bakom motorn och som sköt genom propelleraxelns nav. De tre följande prototyperna (V5, V6, V7) fick den nya Jumo 210B-motorn. De bestyckades även med tre kulsprutor och var identiska med Bf 109B-0-seriens förproduktionsflygplan.

### Bf 109B "Berta"

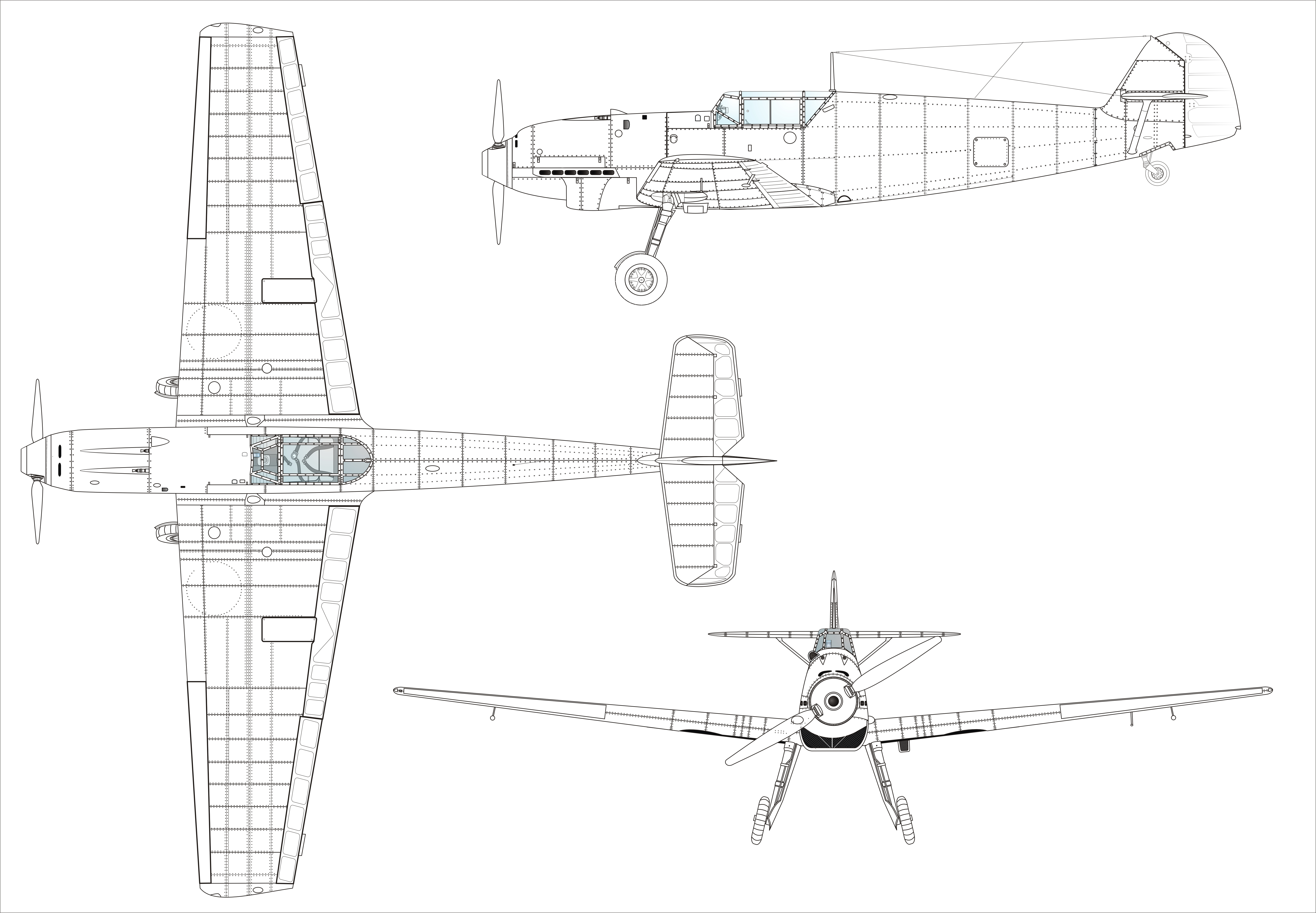
Bf 109 B-2.

Den första Bf 109-versionen som togs i serieproduktion kallades B-1 och den utrustades med den mera kraftfulla Jumo 210D-motorn. När den nya Jumo 210E-motorn (670 hk (493 kW)) utvecklades började man montera in den i B-serien, vilken då kom att kallas Bf 109B-2. Både B-1 - och B-2 -versionerna deltog i det Spanska inbördeskriget med Kondorlegionen. Det visade sig dock att bestyckningen ännu var för svag. Man började därför tillverka Bf 109 V8 som hade ytterligare två kulsprutor i vingarna. I följande prototyp, V9, byttes dessa ut mot 20 millimeters MG FF akan. 

### Bf 109C "Caesar" "Cäsar"

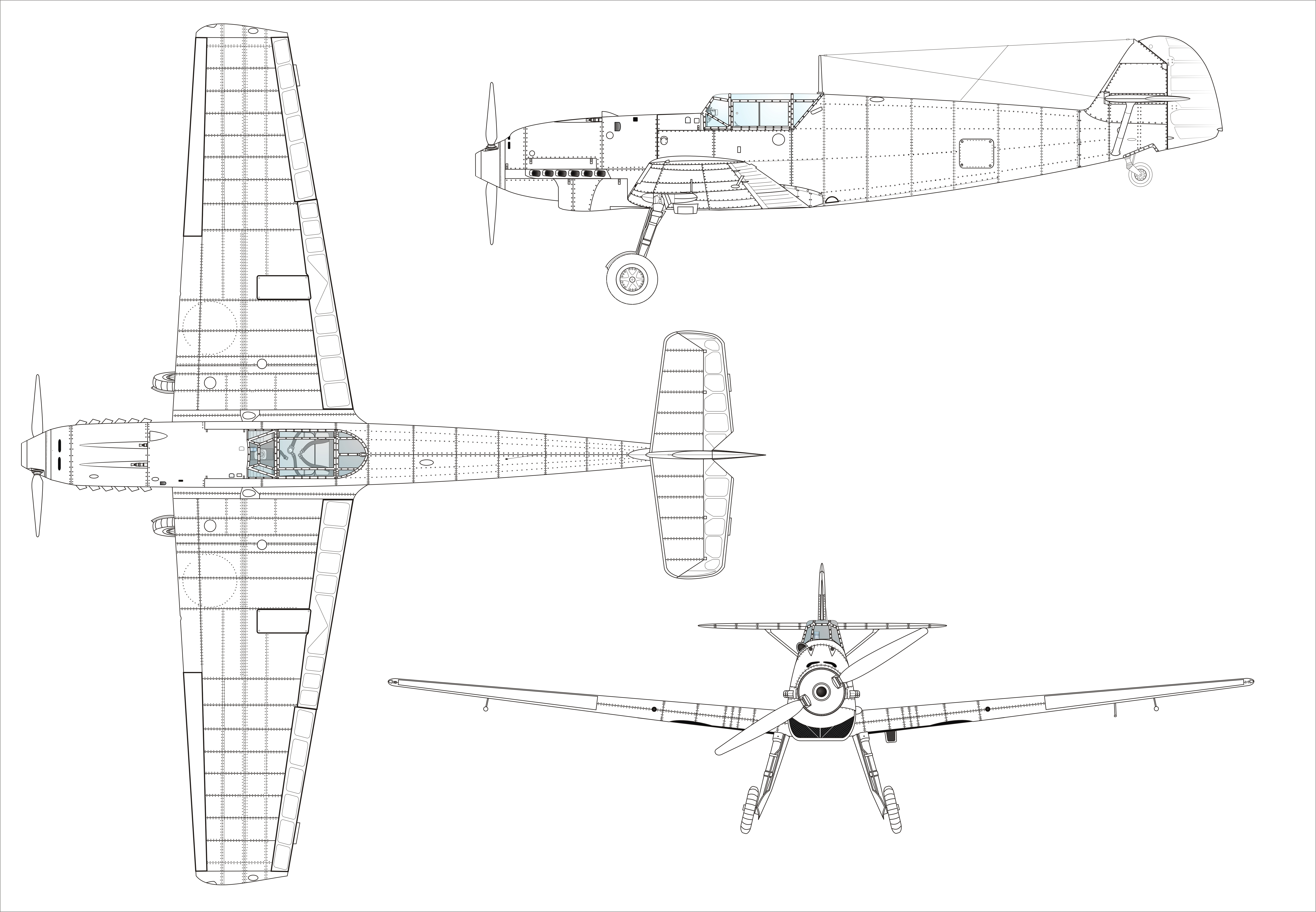
Bf 109 C-2.

Den kortlivade Bf 109C-serien bestod av förproduktionsserien C-0 som bar fyra MG 17 kulsprutor; den identiska C-1; och C-2 som var bestyckad med ytterligare en kulspruta i nosen, vilket gav flygplanet totalt fem MG 17 kulsprutor. C-3 testades med en 20 millimeters MG FF-akan i varje vinge. Man tillverkade dock endast ett exemplar av denna prototyp.
Nästa version, prototypen V10, var identisk med V8. Den enda skillnaden var att den var utrustad med en Jumo 210Ga-motor (senare versioner hade en Daimler-Benz DB600A). V10-, V11-, V12- och V13- prototyperna byggdes kring Bf 109B:s flygkropp, och man testade DB600A-motorn med förhoppning om att flygplanets egenskaper skulle förbättras. DB600A-motorn visade sig dock vara otillförlitlig, och när den förbättrade DB601A snart blev tillgänglig slutade man använda DB600A-motorn.

### Bf 109D "Dora"

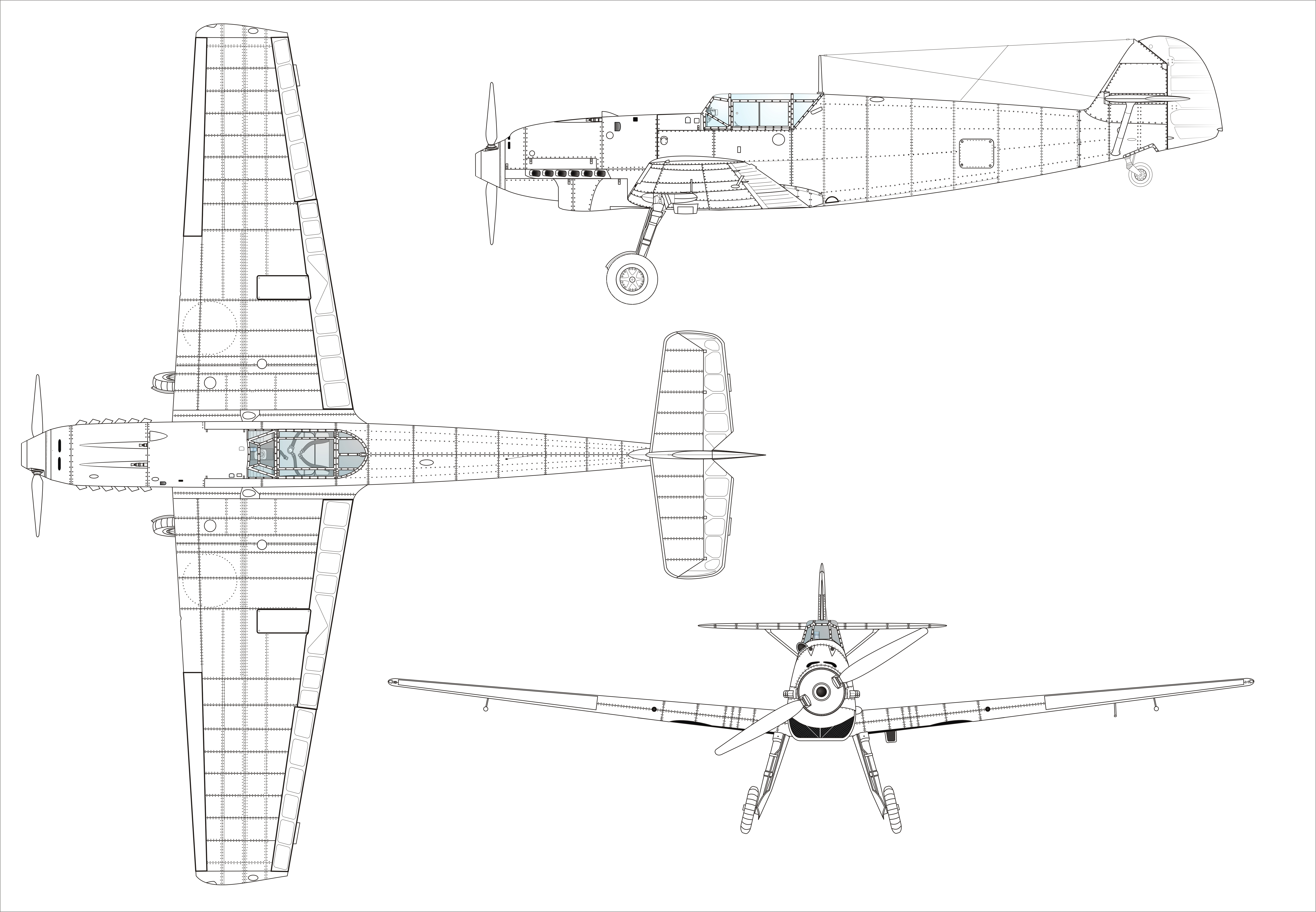
Bf 109 D-2.

"Dora"-versionen som utvecklades ur V10- och V13- prototyperna blev standardjaktflygplanet för Luftwaffe under tiden strax innan det andra världskriget. Trots detta såg flygplanet bara en begränsad användning i strid. Det berodde på att endast 235 "Dora" var i bruk vid inledningen av invasionen i Polen. De togs snabbt ur bruk och ersattes med Bf 109E, med undantag för några Nachtjäger- (nattjaktplan)-divisioner, där vissa exemplar användes ännu tidigt år 1940. Varianterna, inklusive D-0 och D-1, var utrustade med Junkers Jumo 210 -motorer och beväpnade med två vingmonterade och två nosmonterade 7,92 mm MG 17 kulsprutor. D-2 var bestyckad med två MG 17 i vingarna och D-3 med två 20 mm MG FF-akan i vingarna.

### Bf 109E "Emil"

Bf 109 E-3.

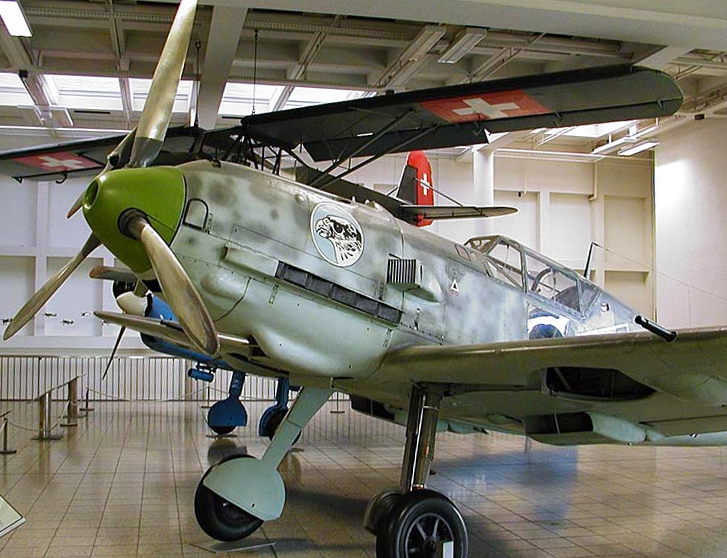
Bf 109E.

För att man skulle kunna testa den nya DB601A-motorn, med sina 1 100 hk (808 kW), byggde man två nya prototyper, V14 och V15, som skiljde sig åt i bestyckning. Medan V14 var bestyckad med två MG 17 ovanför motorn och en 20 millimeters MG FF akan i varje vinge, hade V15 två MG 17 och en akan som sköt genom propelleraxelns nav. Bf 109E-0 var identisk med V14 förutom i fråga om bestyckningen, eftersom E-0 hade ytterligare två MG 17 i vingarna i stället för en MG FF akan i propelleraxeln.
Produktionsversionen E-1 hade kvar fyra MG 17 kulsprutor, men många modifierades senare i fält till E-3/E-4 standard genom att man bytte ut de vingmonterade MG 17-kulsprutorna mot MG-FF(/M) akan. E-1/B var den första Bf 109 som användes samtidigt som både jakt och bombplan, genom att den bar en 250 kg bomb under buken. Denna variant var vanligtvis utrustad med en DB 601A-motor. E-2-varianten byggdes aldrig och det är inte känt varför.
För att förbättra egenskaperna på Bf 109E konstruerade man de två sista riktiga prototypflygplanen, V16 och V17. De fick vissa strukturella förbättringar och en starkare bestyckning. De kom att bli förebilder för Bf 109E-3 -versionen och bestyckades med MG 17-kulsprutor och en MG FF akan i varje vinge. E-3 hade en kraftigare bepansring än E-1 och kunde även ha en förbättrad DB601Aa-motor, med antingen 1 100 eller 1 175 hk. E-3a var en exportversion där man tagit bort all sekretessklassad utrustning.
E-3 ersattes av E-4 (många av E-4-flygplanen var före detta E-3 som byggts om vid början av slaget om Storbritannien) och som hade några mindre förändringar i fråga om vissa små detaljer. Det som var mest påfallande var den modifierade MG-FF/M-akan i vingen och det förbättrade pansarskyddet för piloten. MG FF/M-akan sköt med en ny och förbättrad typ av explosiva granater som kallades Minengeschoß (eller 'mingranat'). Den tillverkades av draget stål (enligt samma princip som mässingshylsor tillverkas) istället för att gjutas som var det vanliga tillvägagångssättet. Den nya granaten hade ett tunt och starkt hölje och kunde, på grund av dess större hålrum, innehålla mera sprängämnen än vad som annars skulle vara möjligt. Den nya granaten krävde modifikationer på vapnets mekanism på grund av dess annorlunda rekylkaraktär. Därför kallades denna akan för MG FF/M. 
Huven ändrades också för att göra tillverkningen enklare. Den blev mera fyrkantig och förblev sådan ända fram till G-10 -modellen (se nedan). E-4 kom att bli grunden för alla ytterligare utvecklingar av Bf 109 E. Vissa E-4 och senare modeller fick en ytterligare förbättrad 1 175 hk (875 kW) DB601N höghöjdsmotor. Detta ledde till att flygplanets modellnummer ändrades lite, bland dem fanns till exempel E-4/N som först dök upp i juli 1940. DB601N var standardmotor hos de flesta E-6-flygplanen samt deras efterföljande versioner. 
Både E-3 och E-4 deltog i slaget om Storbritannien och speciellt E-3 kom att användas mycket. Den bränsleinsprutade DB601-motorn i Bf 109 visade sig mycket användbar mot de brittiska jaktplanen Supermarine Spitfire och Hawker Hurricane eftersom de brittiska flygplanen använde motorer med flottörförgasare. Dessa förgasare ströps när de utsattes för negativ g-belastning varpå motorn tappade effekt. Det gjorde inte den tyska DB601-motorn. Bf 109 hade därför en initial fördel vid dykning, antingen vid anfall eller vid reträtt. Spitfire som var en formidabel motståndare, var något snabbare och något mer manövrerbar vid mellanhöga och höga hastigheter än Bf 109. Vid högre hastigheter var Spitfire mera manövrerbar på grund av Bf 109:s höga vingbelastning. I fråga om svängradier i strid hade Spitfire och Hurricane fördelar i och med sin lägre vingbelastning i jämförelse med Bf 109 (107 till 117 kg per m2 hos RAF-flygplanen mot 156 kg per m2 hos Bf 109). Brittiska tester med en nödlandad Bf 109 visade att Spitfires vändcirkel - utan höjdförlust - hade en radie på 212 m. Hurricane hade en något snävare vändcirkel. Men Bf 109 hade en vändcirkel om 270 m på basis av de brittiska beräkningar som använde uppskattade värden. 
Tyska manualer påstod dock att det tyska flygplanet hade en vändcirkel på 170 meter, och piloterna på båda sidor påstod att de kunde utmanövrera fienden i kurvstrid. Bf 109 hade goda egenskaper nära stallfart eftersom den var väldigt förlåtande. Eldkraften mellan de båda var jämförbara. Spitfire hade åtta .303-kalibriga (7,69 mm) kulsprutor mot Bf 109:s två 7,92 mm MG17 kulsprutor och två 20 mm MG FF akan. Den tyska akan hade dock den dåliga egenskapen att ofta få eldavbrott, och dessutom en liten ammunitionskapacitet (60 skott). När man uppgraderade Spitfires bestyckning till två 20 mm Hispano-Suiza akan hade dock britterna inledningsvis samma problem. RAF-piloter som testade erövrade Bf 109 gillade motorn och dess respons, men man kritiserade dess manöveregenskaper vid högre farter, dess sämre svängradie, den styrka som krävdes för att använda styrspaken vid högre hastigheter och förarkabinhuvens stag som skapade döda vinklar för piloten. Man bör även notera att Bf 109 led av svårigheterna med markolyckor under hela sitt liv. Detta berodde främst på kombinationen med högt vridmoment i motorn och dess propeller, smal spårvidd på landstället och ett förhållandevis litet sidoroder. Det har uppskattats att 5 % av alla flygplan förlorades på detta sätt, eller kanske så högt som 1/3. Luftwaffes arkiv visar att uppskattningsvis 1 % av alla Bf 109 skadades vid landningshaverier när det togs i bruk, ett tal som är jämförbart med övriga monoplan av samma tidpunkt. Denna egenskap var dock främst ett problem för nya piloter, speciellt under krigets senare skeden.
 Bf 109E varianter och undervarianter 
- E-0 (Förproduktionsflygplan med fyra MG 17 7,92 mm kulsprutor)
- E-1 (Liknande som E-0)
  - E-1/B (Bombversion av E-1, vanligtvis utrustad med en DB 601Aa-motor)
- E-2 (Inte byggd)
- E-3 (Beväpnad med två 7,92 mm -kulsprutor och två MG FF 20 mm akan. Modifierad huv)
- E-4 (Förbättringar i bepansring och struktur, MG FF/M 20 mm akan. Man återgick till den 'normala' huven)
  - E-4/B (Bombversion av E-4, en 250 kg bomb, vanligtvis utrustad med en DB 601Aa-motor)
  - E-4/Trop (Variant av E-4 som modifierats för att användas i tropiska regioner)
  - E-4/N (E-4 med en DB601N-motor)
  - E-4/BN (Bombversion av E-4/N, en 250 kg bomb)
- E-5 (Spaningsvariant av E-3, kamerautrustning, två MG 17)
- E-6 (Spaningsvariant av E-4/N, kamerautrustning, två MG 17)
- E-7 (Liknande som E-4 men med en fällbar extern bränsletank)
  - E-7/N (Liknande som E-4/N men med en fällbar extern bränsletank)
  - E-7/Z (Även E-7/NZ) E-7/N med ett extra GM-1 insprutningssystem
  - E-7/U2 (Markattackvariant av E-7)
- E-8 (Version av E-1 med lång räckvidd, som använde E-7:s fälltankskonstruktion, fyra MG 17)
- E-9 (Spaningsvariant av E-7/N, fälltank, kamerautrustning, två MG 17)

### Bf 109F "Friedrich" "Fritz"

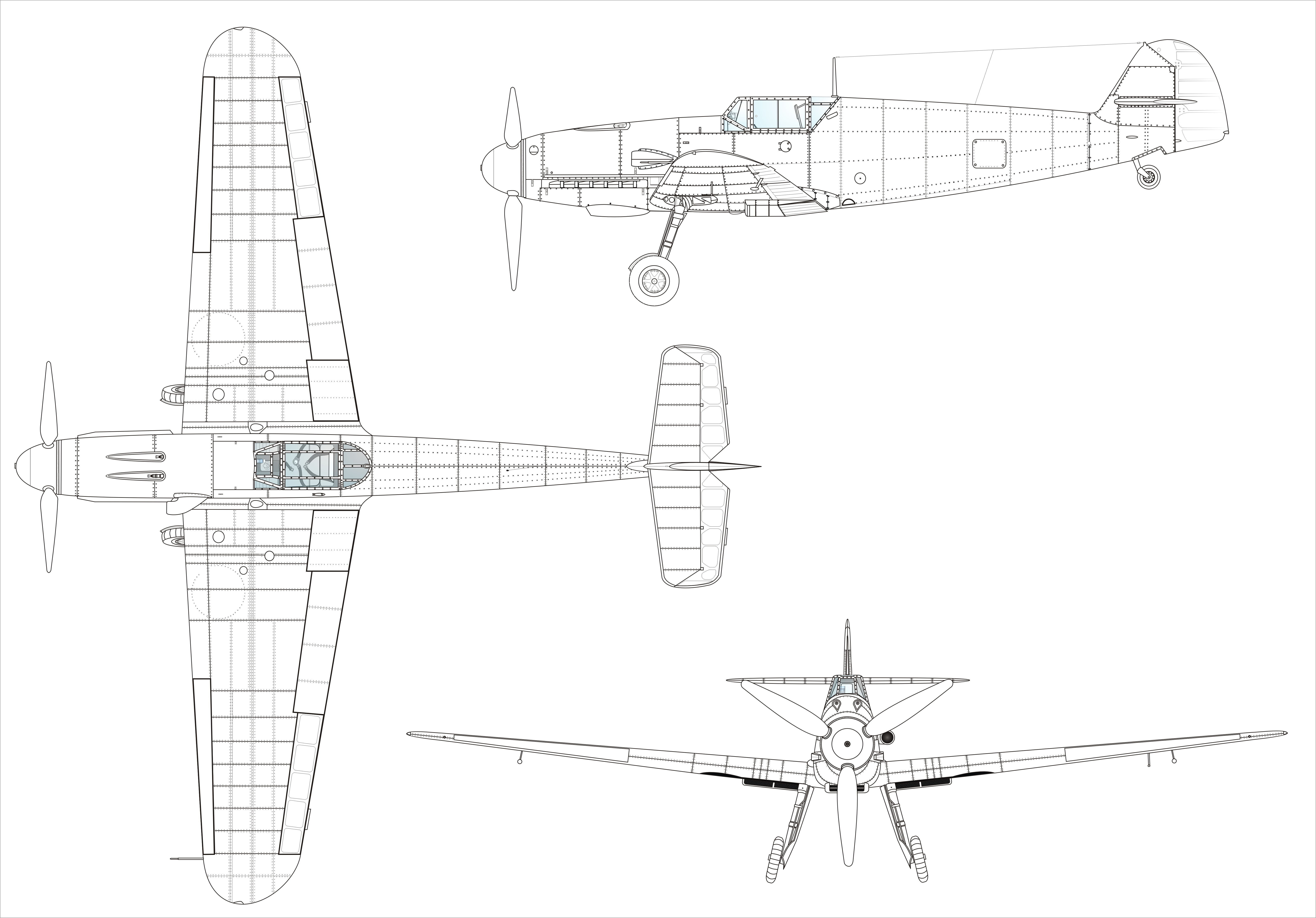
Bf 109 F-2.

Efter februari 1940 utvecklade Daimler-Benz sin DB601E-motor för användning tillsammans med Bf 109.
Ingenjörerna vid Messerschmittfabrikerna tog en kropp från en Bf 109E-1 och installerade den nya motorn i densamma. Flygkroppen och motorhuven modifierades lätt för att förbättra flygplanets aerodynamik. Förhållandet till standardversionen av E-1 var tydlig, eftersom de trapetsformade vingarna togs från E-1-flygplanet. Detta ändrades dock i senare varianter av F-versionen. Detta flygplan kom att bli prototypen för Bf 109F-serien. Eftersom DB601E-motorn ännu inte var tillgänglig i större antal erhöll förproduktionsserien F-0 (den enda F-varianten som hade ett rektangulärt kompressorluftintag) och de första produktionsserierna F-1/F-2 DB601N -motorn (1 175 hk (875 kW)). DB601E (1 350 hk (1005 kW)) användes för första gången i F-3 -varianten tillsammans med en större propeller med bättre egenskaper.
Bf 109F avvek externt från E-serien eftersom man hade gjort många aerodynamiska förbättringar. Stabilisatorstagen togs bort, motorhuven gjordes mera strömlinjeformad, de stora kylarna under vingarna blev mindre, kompressoröppningen förbättrades till en rund form från och med F-1 varianten, klaffarna ändrades fullständigt, spännvidden ökades till 9,92 m och vingspetsarna fick en elliptisk mer rundad form, vilket lär ha lett till några hopblandningar med Spitfire. Den omkonstruerade vingen gjorde det opraktiskt att montera kulsprutor i vingarna och man var därför tvungen att ändra konceptet. Bf 109F:s bestyckning bestod av två MG 17 ovanför motorn plus en akan som sköt genom propelleraxelns nav. De tidiga F-versionerna var utrustade med MG FF/M akan, F-2 fick en 15 mm MG 151/15 och från och med F-4 användes en 20 mm MG 151/20 automatkanon. Flera jaktflygaräss, speciellt överste Adolf Galland, kritiserade den lätta bestyckningen och sade att den var otillräcklig.
De första Bf 109F-flygplanen testades inte så utförligt och vissa havererade eller var nära att haverera på grund av vibrationer som fick vingarna att böja sig eller brytas, eller som orsakade att stabilisatorn bröts av. Vid en sådan olycka dog befälhavaren för JG2 "Richthofen", Wilhelm Balthasar, när han anfölls av en Spitfire under en testflygning. När Balthasar gjorde en undanmanöver bröts flygplanets vingar av och han dog när flygplanet slog i marken. När vraket undersöktes hittade man inte ett enda kulhål. När man fick kontroll över barnsjukdomarna var piloterna överens om att 109F var den serie som hade bäst manöveregenskaper av alla versioner.
 Bf 109F varianter och undervarianter 
- F-0 (Förproduktionsflygplan som byggts kring E-seriens flygkropp, Adolf Galland var en av de få som flög detta flygplan operationellt)
- F-1 (Beväpnat med en MG FF/M 20 mm akan, och två MG 17 7,92 mm kulsprutor)
- F-2 (Beväpnat med en MG 151/15 15 mm akan och två MG 17)
  - F-2/trop, version för användning i tropikerna
- F-3 (F-2 med en 601E-motor, endast ett fåtal producerades och de flesta uppgraderades till F-4 standard)
- F-4 (Beväpnat med en MG 151/20 20 mm akan och två MG 17)
  - F-4 R1 (Två 20mm akan i kapslar under vingarna. Detta var ett flygplan för speciella ändamål och byggdes endast i ett mindre antal)
  - F-4/Z ytterligare ett GM-1 insprutningssystem
- F-5 (Spaningsvariant av F-4, endast två MG 17)
- F-6 (Spaningsvariant av F-4, förbättrad kamerautrustning)

### Bf 109G "Gustav"

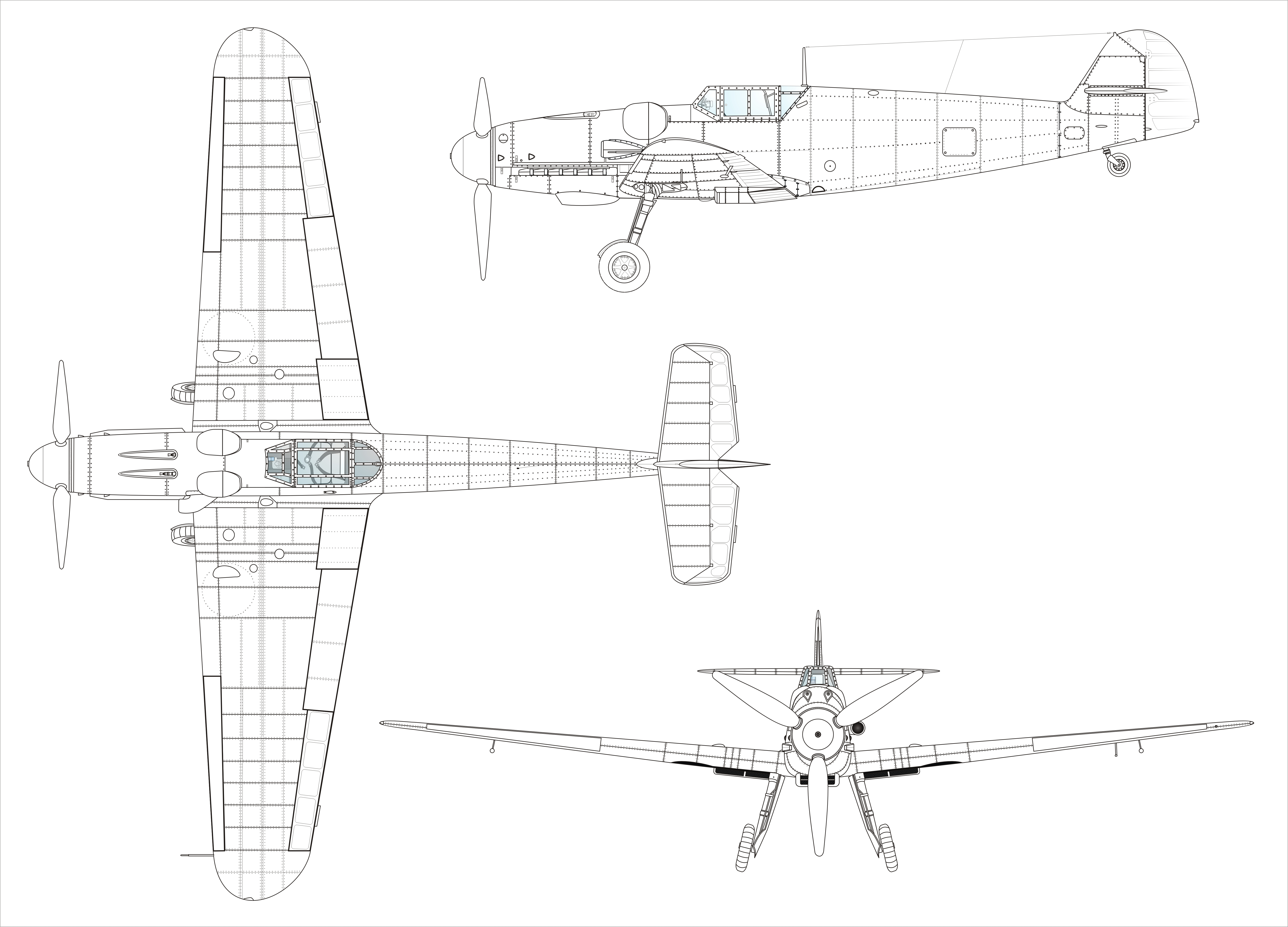
Bf 109 G-5.

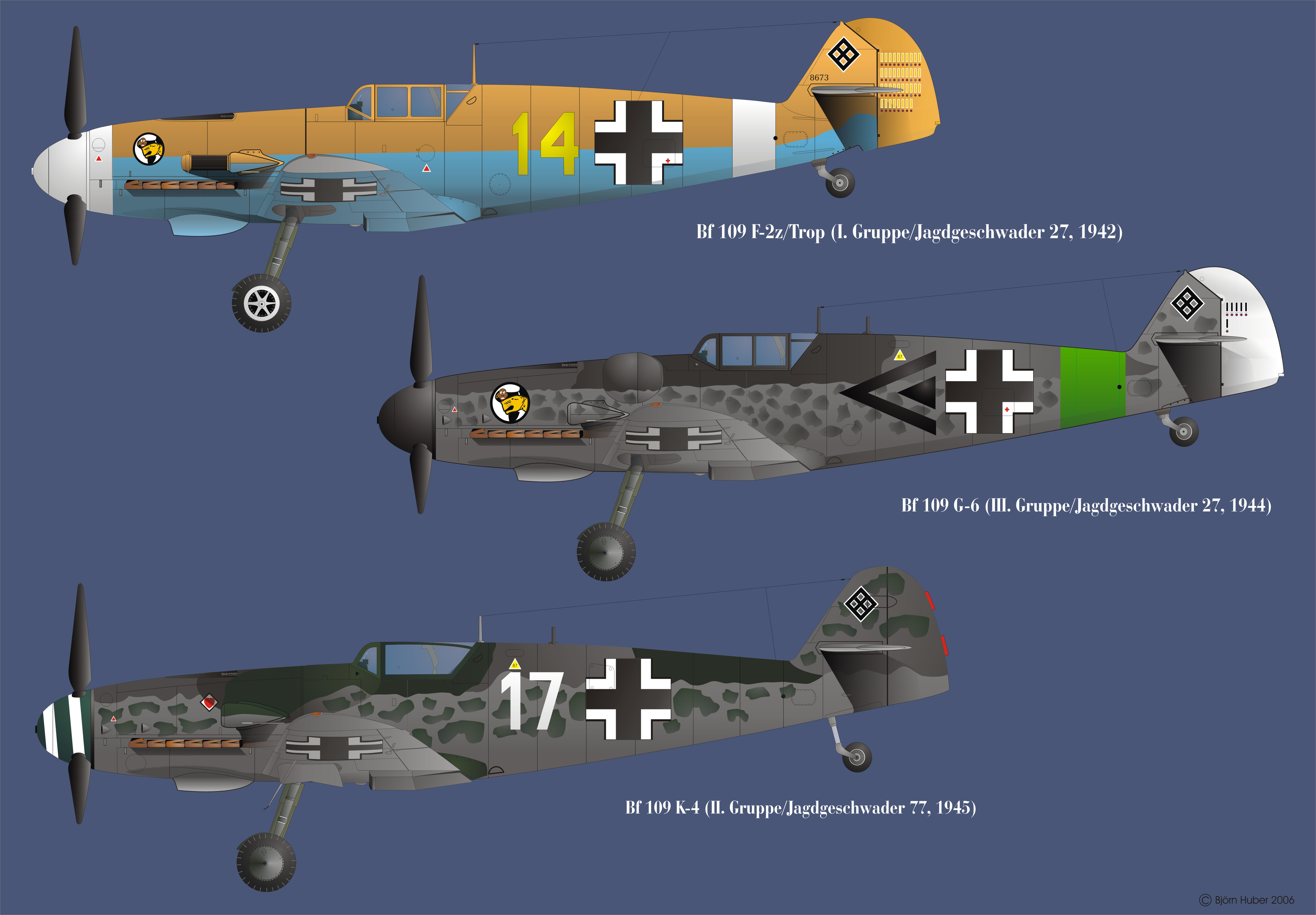
Bf 109:ans F-2z/Trop, G-6 och K-4 -varianter.

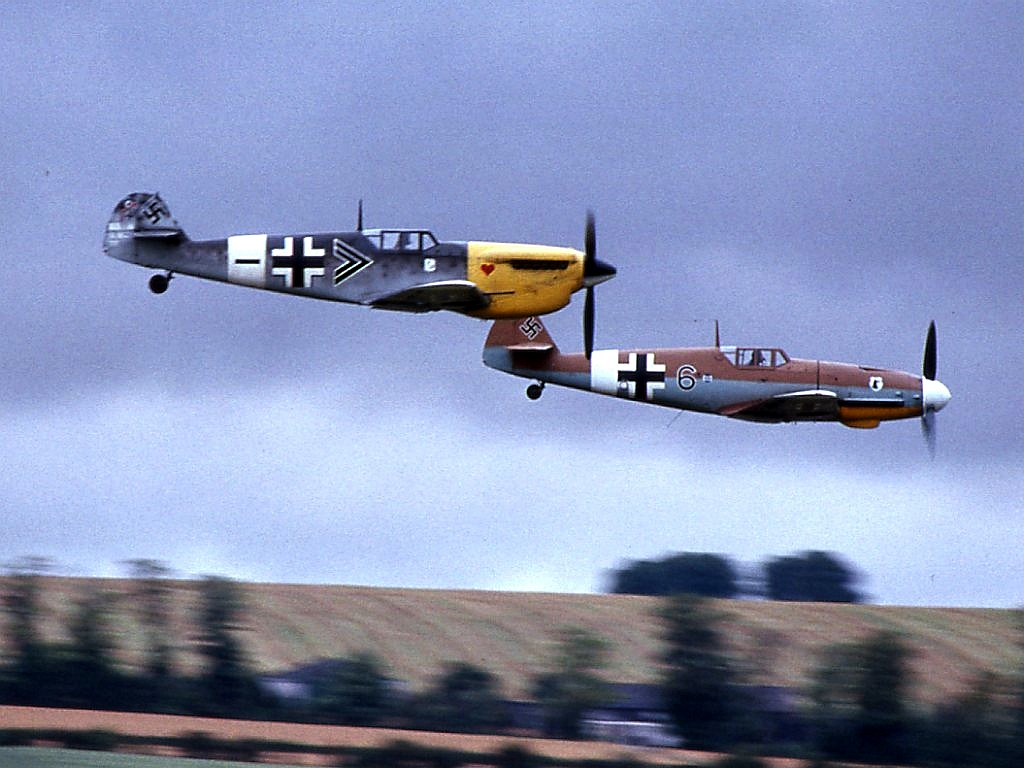
Spanskbyggd Buchon i formation med en Bf 109G-2 Trop.

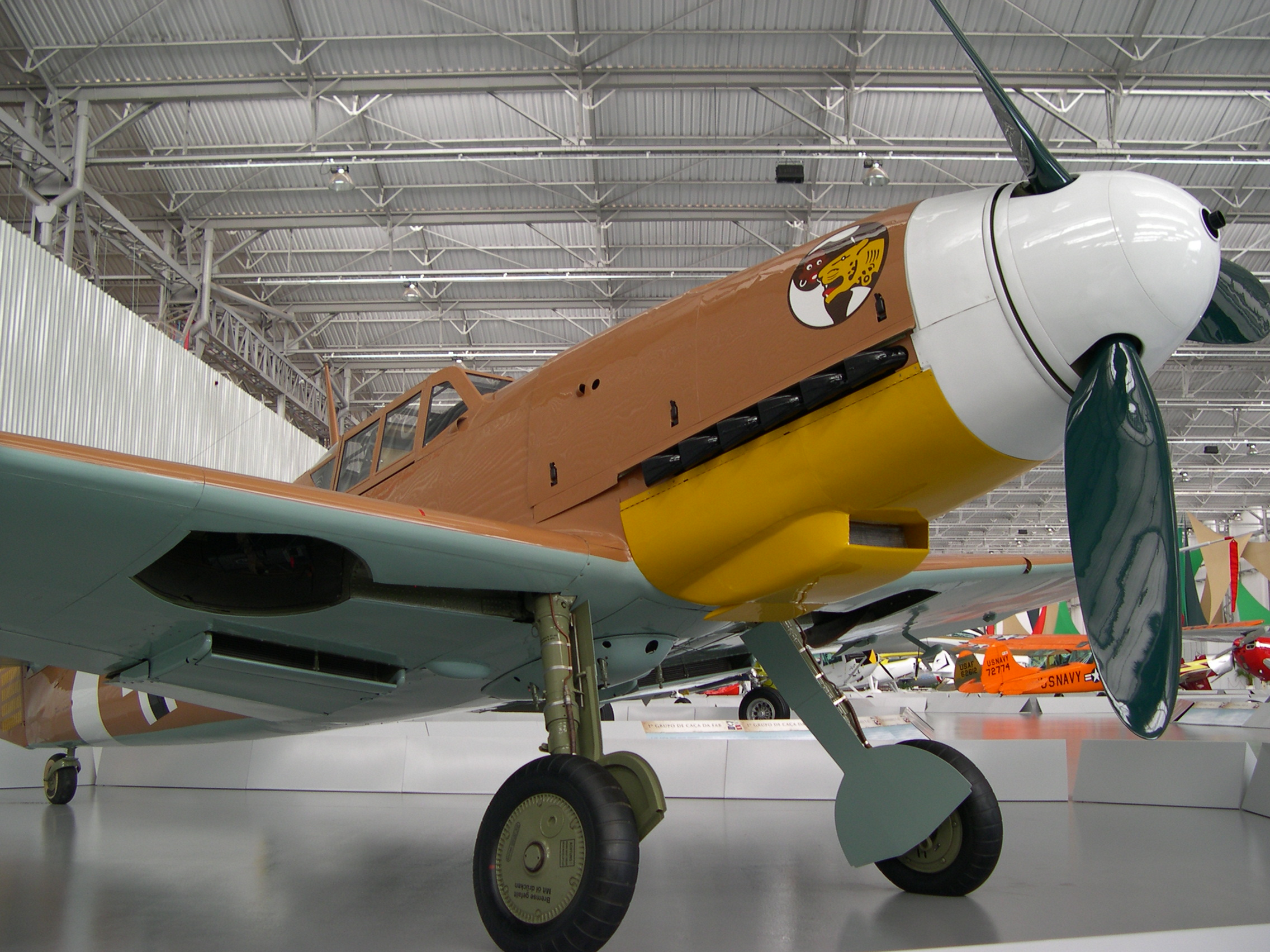
Bf 109 G-2 in Dream of the Wings in São Carlos, Brasilien.

När Daimler-Benz DB 605-motorn på 1 475 hk blev tillgänglig utvecklades en ny serie av Bf 109, G-serien. De tidiga varianterna av Bf 109G såg ganska likadana ut som Bf 109F-4 och inledningsvis hade de även samma beväpning. G-serien hade flera utbuktningar i motorhuven på grund av den nya motorns kylsystem, och på grund av att man ersatt 7,92 mm MG 17 kulsprutorna med 13 mm MG 131 kulsprutor (från och med G-5 varianten). Även på vingarna fanns det utbuktningar som berodde på större hjul (från och med G-4-varianten). Allt detta ledde till att Bf 109G-flygplanet började kallas "Bulan" (tyska: "Die Beule"). DB 605 led av tillförlitlighetsproblem under det första året som den var i användning, vilket ledde till att Luftwaffe var tvunget att reducera max effektuttag till 1 310 hk (975 kW) fram till oktober/november 1943. Övriga ändringar inkluderade en större kompressor för DB 605, och en större fena med större sidroder (från och med G-5 -modellen). Allt detta var led i kontinuerliga försök att öka flygplanets toppfart, speciellt eftersom de allierade utvecklade bättre och snabbare jaktplan såsom P-51D och senare versioner av Spitfire. Den ökade vikten, som berodde på den nya motorn och tyngre beväpning, gjorde dock flygplanet mindre manöverdugligt, speciellt eftersom den redan hade en mycket hög vingbelastning.
G-6-varianten blev den mest producerade Bf 109-versionen och hade en mycket tung beväpning. G-6/U4-varianten med Rüstsatz R6 var beväpnat med två 13 mm MG 131 kulsprutor ovanför motorn, en 30 mm MK 108 akan som sköt genom propellernavet och en 20 mm MG 151/20 i en kapsel under varje vinge. G-6 utrustades ofta med fästen som gjorde det möjligt för flygplanet att bära bomber eller fälltankar. På detta vis kunde det användas som nattjaktplan eller för att öka dess eldkraft genom att tillföra raketer eller extra akan.
Många av de efterföljande Bf 109G-versionerna var ombyggda, äldre Bf 109G. G-10 var därmed inte en enhetlig typ, utan bestod av alla sorters Bf 109G som modifierats delvis till Bf 109G-10 -standard, såväl som helt nya flygplan. Den mest märkbara förändringen var den valbara användningen av "ERLA-Haube" förarkabinhuven, som ibland felaktigt kallas "Gallandhuven". Den förbättrade pilotens sikt genom att man reducerade antalet stag. Det var en förändring som länge hade föreslagits. Bf 109G-10, som även kallades "Super-Bulan" (tyska: "Super-Beule"), hade en renodlad serie av bulor på motorhuven som täckte MG 131 kulsprutorna. Bulorna blev nu förlängda och mer strömlinjeformade. En liknande variant var Bf 109G-12. Det var en tvåsitsig skolversion av Bf 109 som sällan var beväpnad. G-14 var huvudsakligen en senkrigstida Bf 109 G-6 där vissa delar (till exempel stjärtfenan) gjordes av trä på grund av bristen på konstruktionsmaterial, speciellt aluminium.
 Bf 109G-varianter och undervarianter 
Varianter kunde utrustas med en Rüstsatz tilläggsutrustning (fältmodifikation) eller en Umrüst-bausatz, eller Umbau -konverteringsutrustning (fabrikskonvertering). I varje fall identifierades det modifierade flygplanet med antingen ett /R eller /U -suffix, till exempel Bf109G-10/U4.
Vanliga Umrüst-Bausatz [Umbau]-nummer
- U1 Messerschmitt P6 propeller med reverseringsmöjlighet som kunde användas som luftbroms, enbart prototyper
- U2 GM-1 kompressor
- U3 MW 50 kompressor
- U4 30 mm MK 108 propellernavmonterad akan

Vanliga Rüstsatz-nummer
- R1 Bukbombfästen för 250 eller 500 kg bomber
- R2 Vingbombfästen för 4 x 50 kg bomber eller 2 x WGr21 raketer (eller, i G-1 till G-4 -serierna, spaningsutrustning)
- R3 Bukfälltank (300 liter)
- R4 Två 30 mm MK 108 akankapslar under vingarna
- R6 Två 20 mm MG 151/20 akankapslar under vingarna

Kända varianter
- G-1 (Tryckkabin)
  - G-1/R2 (Lättare höghöjdsjaktplan - GM1, med borttaget pansarskydd)
  - G-1/U2 (Höghöjdsjaktplan med GM1)
  - G-1 Trop (Existerade aldrig i verkligheten, en "påhittad" version)
- G-2 (Lätt jaktplan)
  - G-2/R1 (Jakt och bombplan med 2 fälltankar under vingarna och ett extra sporrhjul)
  - G-2/R2 (Spaningsjaktplan)
  - G-2 Trop (Tropikvariant för jakt)
- G-3 (Jaktplan med tryckkabin baserat på G-1 med ny radioutrustning, endast 50 byggdes)
- G-4 (Spaningsjaktplan)
  - G-4/R2 (Spaningsjaktplan)
  - G-4/R3 (Spaningsjaktplan)
  - G-4 Trop (Tropikvariant av spaningsjaktplan)
  - G-4/U3 (Spaningsjaktplan med MW50)
  - G-4y (Ledningsjaktplan)
- G-5 (Jaktplan med tryckkabin)
  - G-5/U2 (Höghöjdsjaktplan med GM1 kompressor)
  - G-5/U3 (Utrustat med MW-50)
  - G-5/AS (Höghöjdsjaktplan med DB605AS)
  - G-5y (Ledningsjaktplan)
- G-6 (Lätt jaktplan)
  - G-6/R2 4 x 50 kg vingbomber (jakt och bombplan), eller två Wfr.Gr. 21 -raketer (tungt jaktplan)
  - G-6/R3 (Spaningsjaktplan)
  - G-6/R6 (Tungt jaktplan med ytterligare två 20 mm akan)
  - G-6 Trop (Jaktplan för tropikerna)
  - G-6/U2 (Utrustat med GM-1)
  - G-6/U3 (Utrustat med MW-50)
  - G-6/U4 (MK108 30 mm akan i motorn)
  - G-6y (Ledningsjaktplan)
  - G-6/AS (Höghöjdsjaktplan med DB605AS)
  - G-6/ASy (Höghöjdsledningsjaktplan)
  - G-6N (Nattjaktplan, vanligtvis med R6 och FuG 350Z Naxos (radio))
  - G-6/U4 N (Som G-6N men med 30 mm MK 108 akan i motorn)
- G-8 (Spaningsjaktplan som G-6, men med en kamera installerad bakom förarkabinen, reducerad beväpning i vissa flygplan)
- G-10 (Lätt jaktplan med DB605D/DM/DBM -motor)
  - G-10/R5 (Spaningsjaktplan)
  - G-10/R6 (Tungt jaktplan - ytterligare två 20 mm kanoner)
  - G-10/AS (Höghöjdsjaktplan med DB605ASM)
  - G-10/U4 (Utrustat med MK 108 30 mm akan i motorn)
- G-12 (Tvåsitsig skolversion, byggt av äldre G-1/G-5)
  - G-12/R3 (300 liters fälltank)
- G-14 (Lätt jaktplan, utveckling av G-6)
  - G-14/R6 (Tungt jaktplan, ytterligare två 20 mm akan);
  - G-14/AS (Höghöjdsjaktplan med DB605ASM);
  - G-14/ASy (Höghöjdsledningsjaktplan);
  - G-14y (Ledningsjaktplan);
  - G-14/U4 (Utrustat med MK 108 30 mm akan i motorn)
- G-16 (Jaktbombplan); baserat på G-14 med ytterligare bepansring - produktionen påbörjades strax innan kriget tog slut

### Bf 109H "Heinrich"

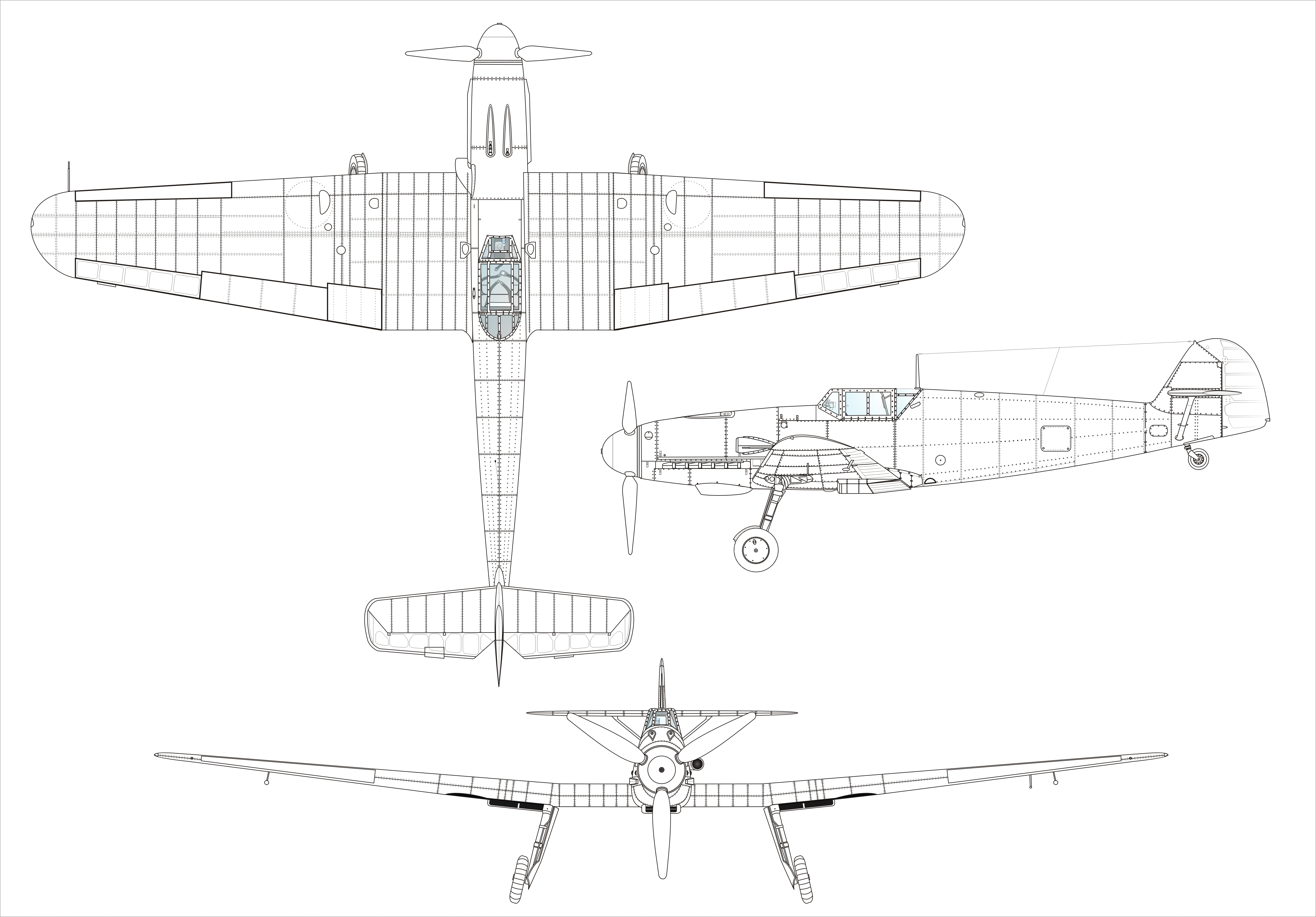
Bf 109 H-1.

Bf 109H var tänkt att bli ett höghöjdsjaktplan som utvecklades från Bf 109F-serien. Spännvidden utökades till 11,92 m och stabilisatorn fick återigen ett stag till den breddade flygkroppen. Maxhastigheten var 750 km/h på 10 100 m höjd. Ett mindre antal Bf 109 H-1 byggdes. De flög flera uppdrag i Frankrike. En utveckling till Bf 109 H-2 och H-5 planerades, men programmet slutade med att hela H-serien skrotades på grund av vingproblem.

### Bf 109J "Julius"
Bf 109J var tänkt att vara Spaniens version av BF 109G. Spanien frågade Nazityskland 1942 för en licens för Bf 109G-2 och fick ett godkännande men på grund av krigssituationen fick de aldrig några motorer och inga Bf 109J byggdes.

### Bf 109K "Kurfürst"

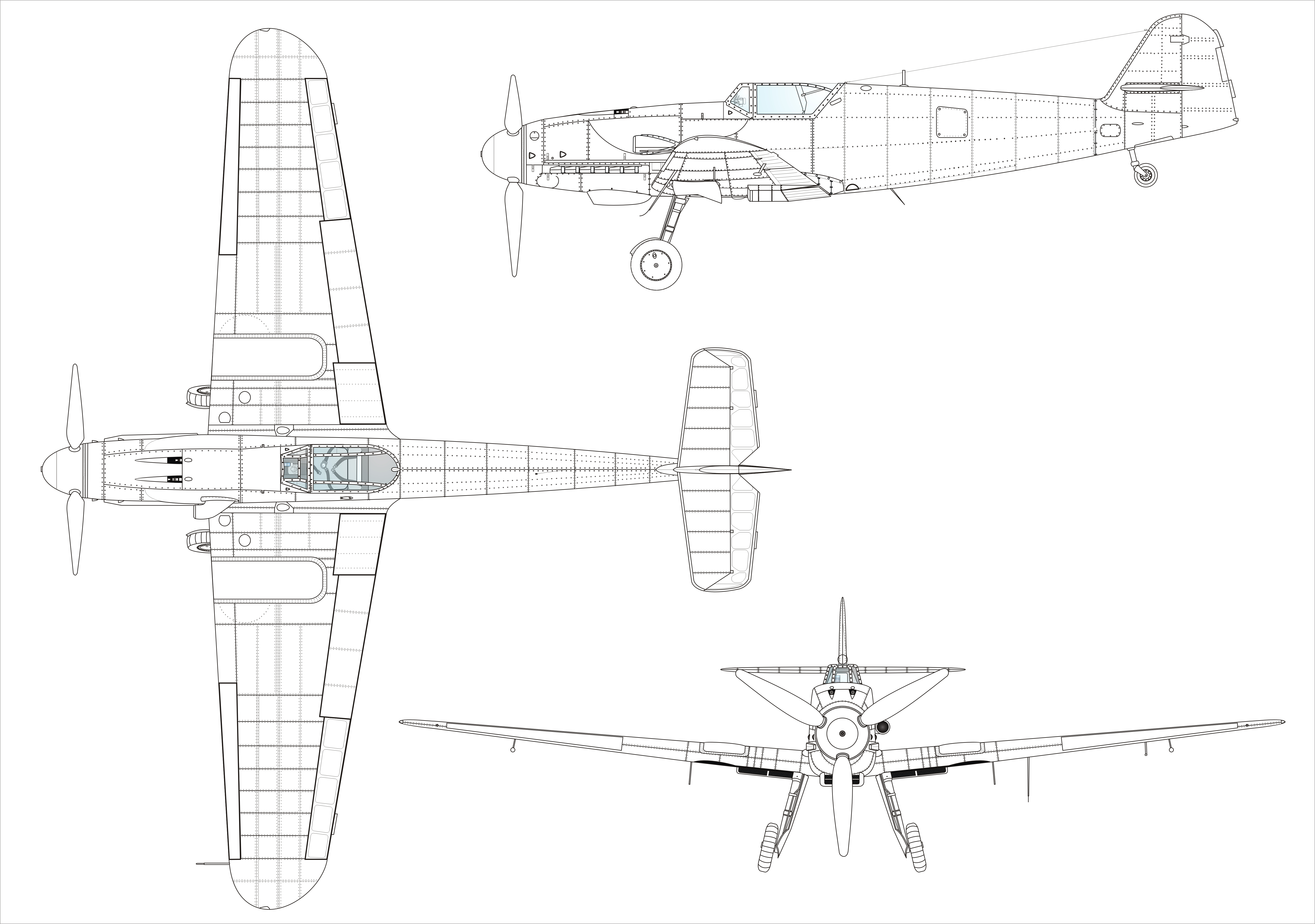
Bf 109 K-4.

Flera varianter av jaktplanet Bf 109K "Kurfürst" var i tjänst. K-versionen i sig var en följd av den omfattande listan av tidigare versioner och dess varianter av Bf 109. Den stora samling serier, versioner, modifikationsutrustningar och fabriksombyggnader av Bf 109 hade lett till en logistisk huvudvärk av stor skala och gjorde att både produktionen och underhållet blev en komplicerad och kostsam historia - något som Tyskland inte hade råd med under den senare delen av kriget. RLM beordrade Messerschmitt att rationalisera produktionen av Bf 109. Delarna skulle standardiseras, likaså typerna. Målet var att skapa en enhetlig standardmodell med lättare utbytbarhet av delar och utrustning. Det var tänkt att detta program skulle påbörjas i och med de senare varianterna av G-versionen, men det blev snarare tvärtom. RLM meddelade Messerschmitt att man måste försöka hårdare. Därmed föddes K-versionen. Arbetet på den nya versionen påbörjades 1943 och prototypen flög senare samma höst. Serieproduktionen påbörjades dock först i augusti 1944 på grund av förseningar i och med kontinuerliga modifieringar, och den nya DB 605D-motorn. Flygplanet kom i operativ tjänst i oktober 1944, och ett stort antal, uppskattningsvis 200, levererades till fronten fram till slutet av oktober.
I K-6-, K-8- och K-14 -varianterna gjorde man mindre ändringar i beväpningen. K-6 var planerad att ha två MG 131 ovanför motorn samt en MK 108 under varje vinge och en MK 103M genom propelleraxelns nav, i likhet med K-8. Automatkanonen i motorn ändrades från och med K-14 varianten och ersattes av en MK 108.
Enbart K-4 -varianten sattes i strid i ett större antal. Uppskattningsvis 1 700 exemplar levererades före krigets slut. Beväpningen utgjordes av en 30 mm MK 108 motormonterad akan med 65 skott och två 13 mm MG 131 i nosen med 300 skott var. Det fanns även möjlighet att montera ytterligare utrustning, såsom en fälltank, bomber upp till 500 kg eller undervingsgondoler med 20 mm akan eller 210 mm raketer (som på Gustavmodellerna); de två senare användes mera sällan eftersom strid mot de allierades jaktplan krävde höga prestanda.
Bf 109K-4 var den snabbaste versionen av Bf 109 under det andra världskriget, och den kunde uppnå en hastighet på ungefär 715 km/h på 7 500 meters höjd. Förbättrade propellrar som utvecklades mot slutet av kriget medgav en ökning av toppfarten upp emot 730 till 740 km/h. Stigförmågan var utomordentlig, upp emot 24,5 m/s vid havsnivå. Prestandaförbättringarna tillät Bf 109 att fortsätta kriget på en mer jämförbar nivå med de bästa allierade och sovjetiska jaktplanen ända fram till det bittra slutet.

### Bf 109T "Trägerflugzeug" (Hangarfartygsbaserat jaktplan)

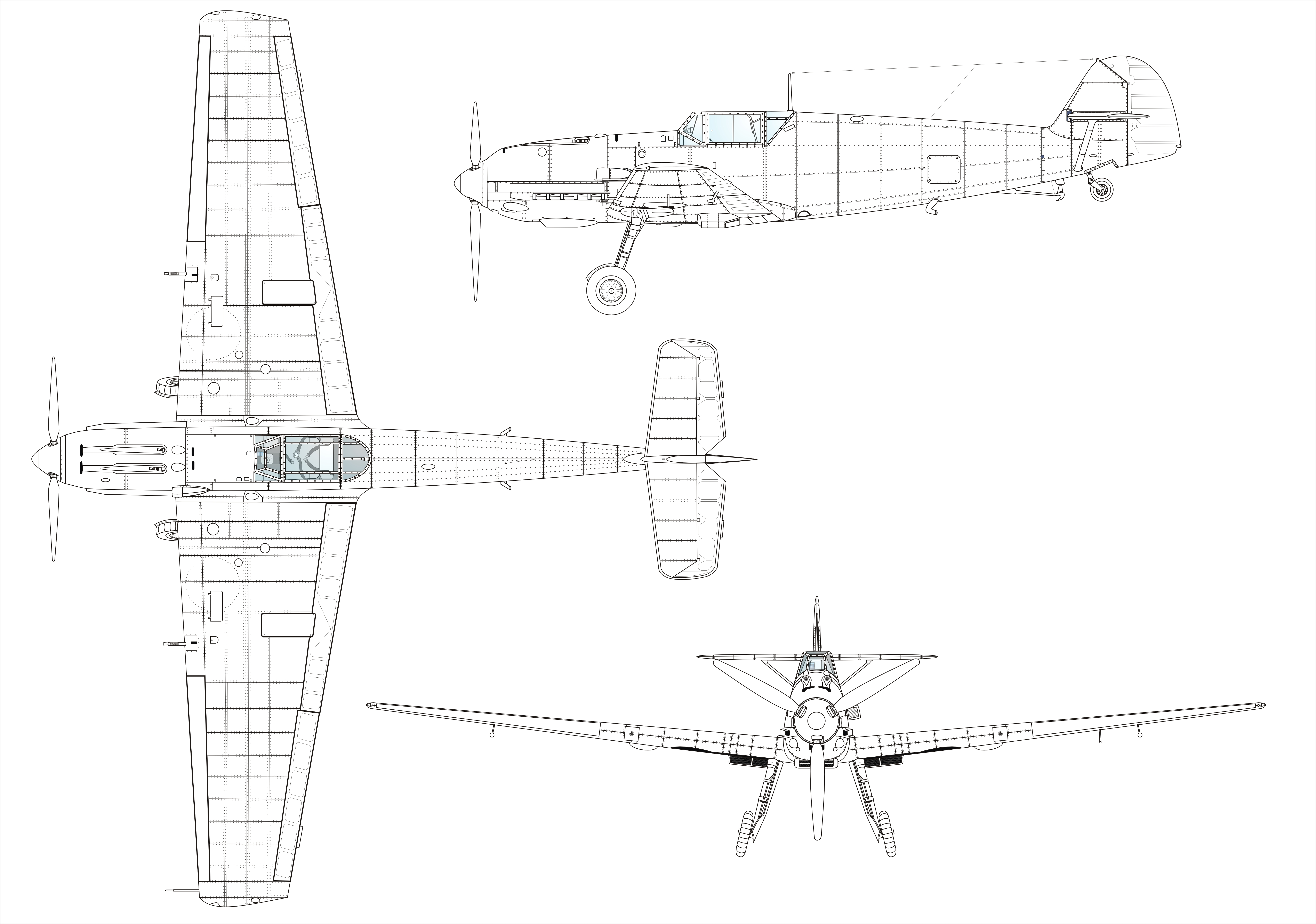
Bf 109 T-1.

Före kriget hade den tyska flottan fascinerats av idén med hangarfartyg. Genom att låna idéer från Storbritannien och Japan (huvudsakligen från det japanska hangarfartyget Akagi) påbörjade man arbetet med att bygga det tyska hangarfartyget Graf Zeppelin som en del av Plan Z år 1936. Hangarfartygets flygplan skulle utgöras av Messerschmitt Bf 109T jaktplan och Ju 87C störtbombare. Inledningsvis var det även tänkt att torpedbombare av typen Fieseler Fi 167 skulle medföras men dessa planer skrinlades 1940.
De tio första Bf 109T-0 var ursprungligen en Bf 109E-3 som modifierats genom att man tillfört en bromskrok, katapultfästen, förstärkt strukturen, ökat spännvidden till 11,08 m och gjort vingarna fällbara. Man breddade även spårvidden på landstället lite. I detta utförande skulle Bf 109T antagligen ha visat sig mycket bättre lämpat för hangarfartygsbasering än det brittiska jaktplanet Supermarine Seafire, en modifierad version av Spitfire som hade en oroande hög olycksfrekvens vid hangarfartygsoperationer.
Efter de inledande flygtesterna (speciellt katapulttesterna) ville man bygga en serie om 70 T-1 med DB601N-motorn vid Fieselerfabriken i Kassel. Hangarfartygsprojektet stoppades dock efter att sju T-1 byggts. De återstående 63 T-1 byggdes som T-2 utan hangarfartygsutrustning och alla T-1 uppgraderades till samma standard. Dessa flygplan överfördes till JG5 "Eismeergeschwader" i Norge. Beväpningen utgjordes av två MG 17 -kulsprutor ovanpå motorn och en MG FF/M akan i varje vinge.
Graf Zeppelin blev på nytt intressant när hangarfartygens värde började visa sig, och 1942 var fartyget tillbaka i varvet för att färdigställas. Vid denna tid var Bf 109T redan hopplöst föråldrad och ett nytt jaktplan behövdes. Messerschmitt svarade med den uppdaterade Me 155A-serien, men arbetet på fartyget avbröts igen och Me 155 sattes i stället i tjänst som ett höghöjdsjaktplan.

### Bf 109Z "Zwilling" (Tvilling, dubbel flygkropp)

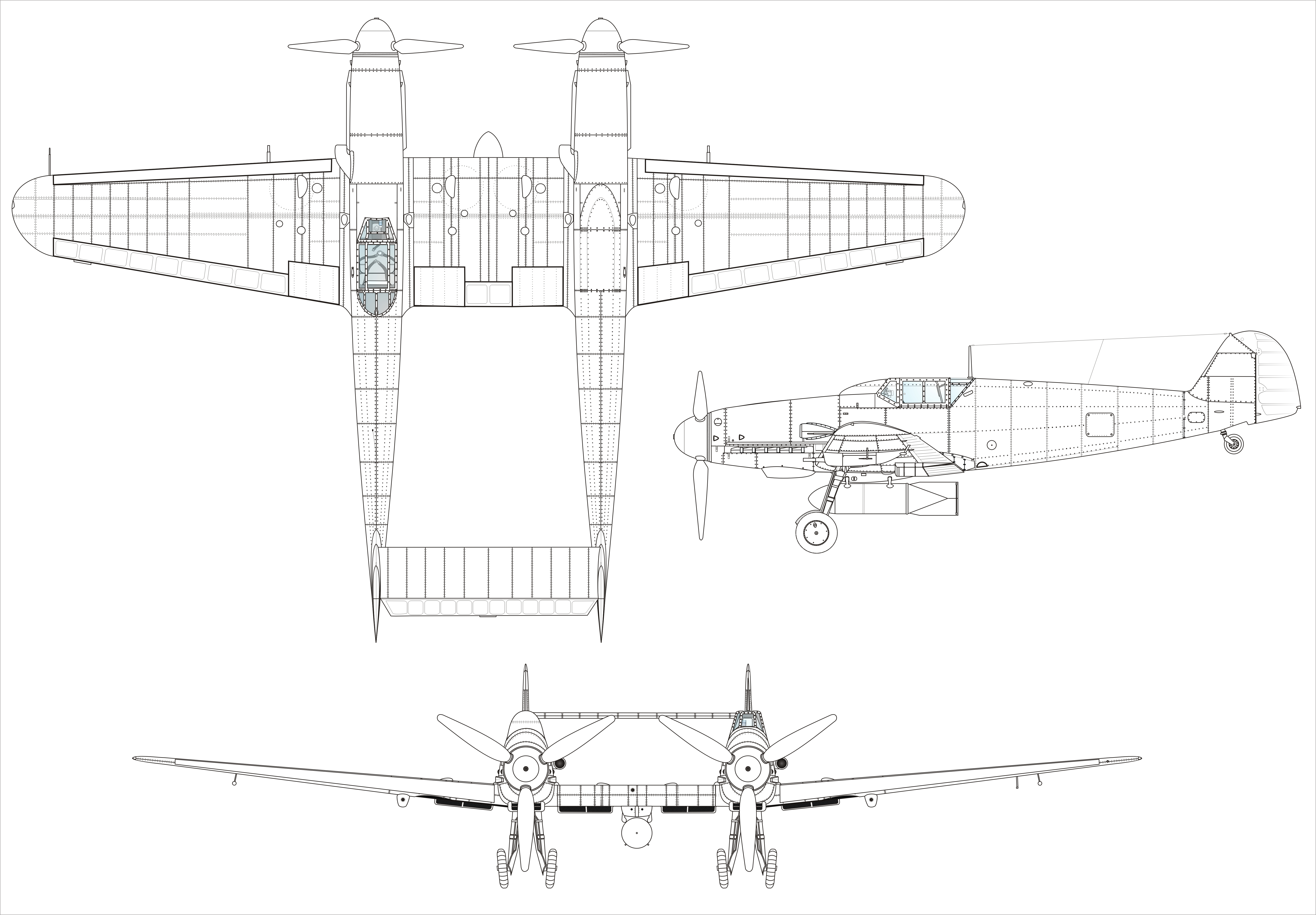
Bf 109 Z-1.

Detta experimentflygplan bestod av två Bf 109F-kroppar som var sammanbyggda med en ny mittvinge och ett nytt stjärtparti. Två varianter av detta flygplan föreslogs, en var ett jaktplan beväpnat med fem 30 mm automatkanoner, den andra var ett jaktbombplan som kunde bära en bomblast om 1 000 kg. Endast en Bf 109Z byggdes, men den flög aldrig.

### Bf 109W "Wasserflugzeug" (sjöflygplan)
Bf 109W är en efterkrigstida tankeskapelse och förekom aldrig i verkligheten. Trots detta har det bland annat förekommit som modellflygplan: 
- Bf 109, skiss från xs4all.nl[3]
- Bf 109, teckning från aviapress.com[4]

## Användning i Finland
År 1943 fick det finländska flygvapnet sina första Bf 109. Sammanlagt köptes 162 stycken, och de första flygplanen levererades den 13 mars 1943. Totalt kom endast 159 verkligen i tjänst eftersom två G-6 och en G-8 förstördes vid transporten till Finland. Av de övriga flygplanen var 48 av typen G-2, 109 av typen G-6 och 2 av typen G-8. Bf 109 är hitintills det flygplan som numerärt varit det största antalet i det finländska flygvapnet genom historien. Flygplanet fick smeknamnet "Mersu" i Finland och bar beteckningen MT och ett tresiffrigt identifikationsnummer. I och med att man fick tillgång till dessa jaktplan kom man återigen upp till samma nivå som de bästa jaktplanen som Sovjetunionen använde. De sista inköpta flygplanen anlände till Finland den 20 augusti 1944, strax innan vapenstilleståndet med Sovjetunionen.
Under fortsättningskriget tjänstgjorde de finländska Bf 109 i flygdivisionerna HLeLv 24, 28, 30 och 34. De finländska piloterna vann totalt 663 luftstrider med dessa flygplan, men förlorade själva 32 varvid 23 piloter omkom. Vinst-/förlustförhållandet blev 1:25.
Totalt 102 stycken Bf 109 överlevde kriget och förblev det finländska flygvapnets huvudjaktplan långt efter det andra världskrigets slut. På grund av flygplanets relativt korta livslängd (det var byggt som ett krigsflygplan och beräknades hålla cirka 100-200 flygtimmar) togs det ur tjänst våren 1954, varefter man övergick helt till jetflyg. Den sista flygningen utfördes den 13 mars 1954 av major Erkki Heinilä med flygplanet MT-507.

### Museiflygplan i Finland
- Ett flygplan (MT-452) finns utställt vid Uttis flygfält.[6]
- Mellersta Finlands flygmuseum visar upp den Messerschmitt som gjorde den sista flygningen för det finländska flygvapnet (MT-507).[7]
- Den finländska flygplanstillverkaren Valtion Lentokonetehdas konstruerade ett flygplan, VL Pyörremyrsky (Virvelvind på svenska) som till utseendet påminde väldigt mycket om Bf 109. Endast ett exemplar hann färdigställas innan krigsslutet. Detta enda exemplar är idag utställt vid Mellersta Finlands flygmuseum.

Den produktive finske flygkännaren och före detta chefen för Mellersta Finlands Flygmuseum, Hannu Valtonen, disputerade till filosofie doktor den 23 mars 2006 med avhandlingen "Tavallisesta kuriositeetiksi - Kahden Keski-Suomen Ilmailumuseon Messerschmitt Bf 109 -lentokoneen museoarvo" (Från vanlig till kuriositet - Två Messerschmitt Bf 109 flygplans museivärde vid Mellersta Finlands flygmuseum) vid flygkrigsskolan i Tikkakoski. 
Inom museologiområdet är denna avhandling den första som gjorts inom Finland. Doktorsavhandlingen publicerades i museets publikationsserie som bok nummer 9.

## Användning i Jugoslavien

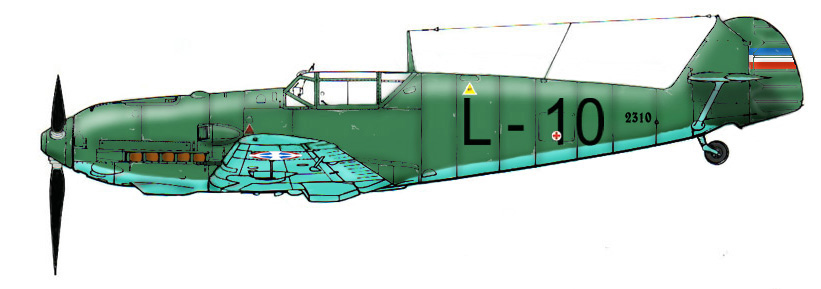
Me 109E-3 från det 6:e jaktregementet i det kungliga Jugoslaviska flygvapnet, april 1941.

År 1939 erhöll Jugoslavien 93 stycken Me 109E-3 i utbyte mot järn-, koppar- och krommalm. Dessa flygplan stod dock oftast på marken på grund av brist på reservdelar. De jugoslaviska jaktpiloterna var inte nöjda med sina nya jaktplan och det förekom en hel del landningsolyckor. 
När Tyskland invaderade i april 1941 gick man upp för att möta fienden men man kunde inte göra mycket för att förhindra invasionen.
Vid slutet av kriget fanns endast 17 Me 109 kvar. Dessa förrådsställdes tills man fick ytterligare 59 flygplan från Bulgarien. Det nya jugoslaviska flygvapnet använde en blandning av G-2, G-6, G-10 och G-14 flygplan. De var i tjänst fram till sommaren 1952.

## Användning i Schweiz
Schweiz erhöll sina första Bf 109 1938 då 10 Bf 109D levererades. Efter detta inköptes 80 E-3, och dessa började anlända i april 1939. Under kriget erhöll man ytterligare fyra 109 (två F och två G) genom internering av nödlandande tyska flygplan.
I april 1944 erhölls ytterligare 12 G-6 flygplan i utbyte mot att man förstörde ett ytterst hemligt Messerschmitt Bf 110G, nattjaktplan som gjort en nödlandning i Schweiz. Det schweiziska flygvapnet använde sina Bf 109G fram till 1946.
Under kriget målades schweiziska flygplan i mera "färgglada" markeringar för att undvika att blandas ihop med de tyska flygplanen.
Den 10 maj 1940, inleddes eldstrider mellan schweiziska jaktplan och tyska flygplan. Flera schweiziska Bf 109 anföll en tysk Dornier Do 17 nära gränsen vid Bütschwil. I den eldstrid som följde, träffades Dorniern och den tvingades att landa nära Altenrhein. Detta upprepades igen den 16 maj när en tysk He 111 flög genom schweiziskt luftrum på väg hem till Tyskland efter ett uppdrag i Frankrike. Två schweiziska jaktplan anföll bombplanet när det sjönk ner under molnbasen för att undvika isbildning på sina vingar. Det tyska flygplanet träffades av kulspruteeld och skadades ytterligare av luftvärnseld nära Zürich. Två skadade besättningsmän hoppade med fallskärm, de två övriga besättningsmedlemmarna nödlandade med flygplanet och tillfångatogs. 
Den 1 juni sände tyskarna 36 He 111 genom schweiziskt luftrum. Denna gång förlorade schweizarna sin första Bf 109-pilot. Underlöjtnant Rudolf Rickenbacher dödades när hans Bf 109 fattade eld efter att hans flygplan träffats i bränsletanken. 
Den 8 juni anfölls ett C-35 observationsflygplan (ett äldre biplan) över Jurabergen av två tyska Bf 110, och piloten och observatören dödades. Senare samma dag ledde den schweiziska kaptenen Lindecker omkring femton schweiziska jaktplan mot tjugoåtta tyska flygplan. Tre av de tyska flygplanen sköts ner och man skadade allvarligt besättningen i ett fjärde. En schweizisk Bf 109 träffades och skadades i luftstriden. 

## Utveckling efter andra världskriget
Efter kriget fortsatte produktionen av Bf 109 i Tjeckoslovakien under namnet Avia S-99 och Avia S-199. De var modifierade Bf 109G-14, där S-199 hade en Junkers Jumo 211F-motor. De tjeckiska piloter som tidigare flugit Spitfire för RAF döpte Bf 109 till "mulåsnan". Flera av dessa flygplan såldes till Israel och bildade där basen i det begynnande Israeliska flygvapnet. Flygplanen användes av Israel fram till slutet av 1940-talet och vissa flög mot egyptiska Spitfire, tills de slutligen ersattes av en blandning av Spitfire och från Sverige inköpta P-51 Mustang. 
Den ursprungliga Bf 109, som tillverkades före 1945, förblev i tjänst en lång tid efter kriget. Rumänien, som tidigare varit allierat med Tyskland, använde sina Bf 109 fram till 1955. Det finländska flygvapnet använde sina Bf 109G fram till den 13 mars 1954. Däremot förstördes de ungerska Bf 109 i Tyskland av sina egna besättningar den 6 maj 1945. Schweizarna använde sina Bf 109G långt in på 1950-talet.

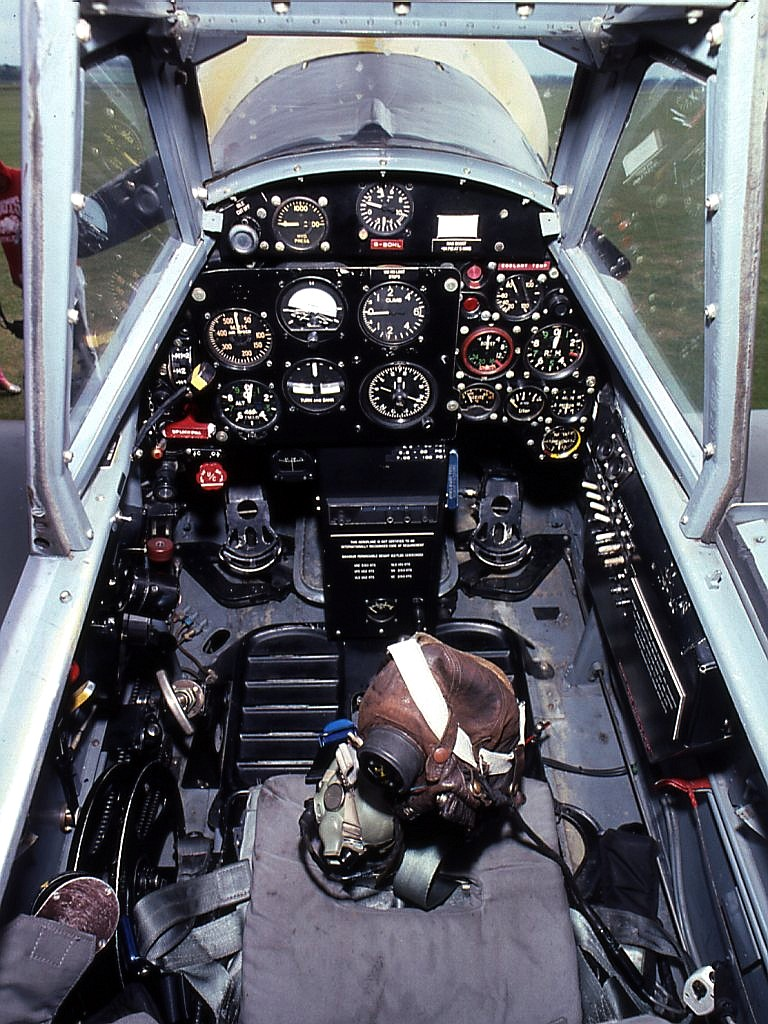
Förarkabin i en HA 1112 Buchon.

I Spanien licenstillverkades två varianter av Bf 109G-2 - Hispano Aviacion Ha 1112 "Tripala" och "Buchon",. Den förra var utrustad med en Hispano-Suiza motor, vars propeller till skillnad från alla andra versioner roterade motsols,  och den senare med samma Rolls-Royce Merlin motor som man hade i alla tidiga versioner av Spitfire. 
Den spanska Buchon flög fram till mitten på 1960-talet. När filmen Slaget om England skulle spelas in 1968 var samtliga redan tagna ur tjänst. Det engelska produktionsbolaget köpte då upp de kvarvarande spanska Me 109, cirka 50 stycken, och återställde 17 av dem till luftvärdigt skick, men civilregistrerade i England. I filmen kom de att flygas av spanska flygvapenpiloter och amerikanska jordbrukspiloter från Texas. Ytterligare ett tiotal flygplan gjordes taxningsbara för vissa markscener. I samband med inspelningen fick även Adolf Galland, som medverkade som tysk militär rådgivare, tillfälle att än en gång flyga Me 109 i det tvåsitsiga flygplan som användes för vissa scener. 
Mycket tack vare denna film har relativt många, 38 stycken, av de spanskbyggda flygplanen bevarats. Flera har senare använts i andra filmproduktioner, exempelvis Piece of Cake, Memphis Belle och Tuskegee Airmen. Utöver dessa finns totalt 66 kända tyskbyggda, samt tre tjeckiska flygplan i varierande skick bevarade.

## Galleri

### Messerschmitt Bf 109 "Gustav"
Messerschmitt Bf 109 "Gustav" (G-serien) – vidareutvecklad Bf 109 "Friedrich" (Bf 109 F-4) med DB 605 motor.

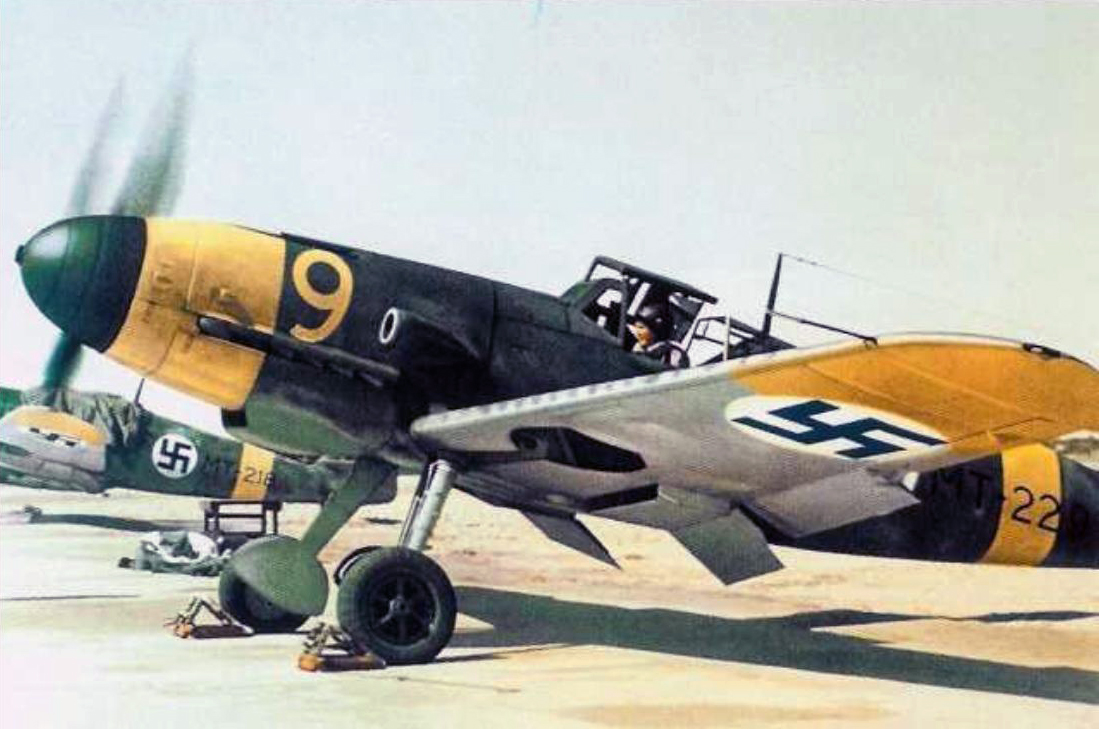
Bf 109 G-2 i finska färger under fortsättningskriget.
Bf 109 G-4 i tyska färger under ILA 2010 (ombyggd spansk HA-1112).
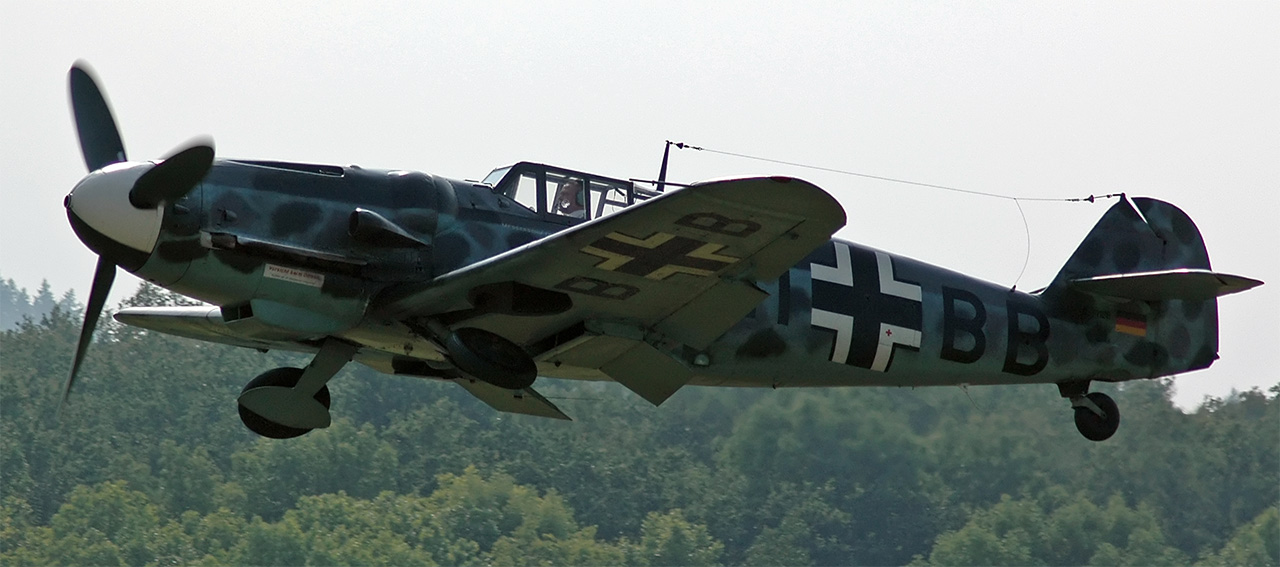
Bf 109 G-6 i tyska färger under flyguppvisning 2005 (ombyggd spansk HA-1112).

### Hispano HA-1112-M1L "Buchón"
Hispano HA-1112-M1L "Buchón" (Krävduva) – spansk vidareutvecklad Bf 109 "Julius" (Bf 109 G-2) med RR Merlin motor och ny vinge för internbeväpning – i Ejército del Aire betecknad 'C.4K'.

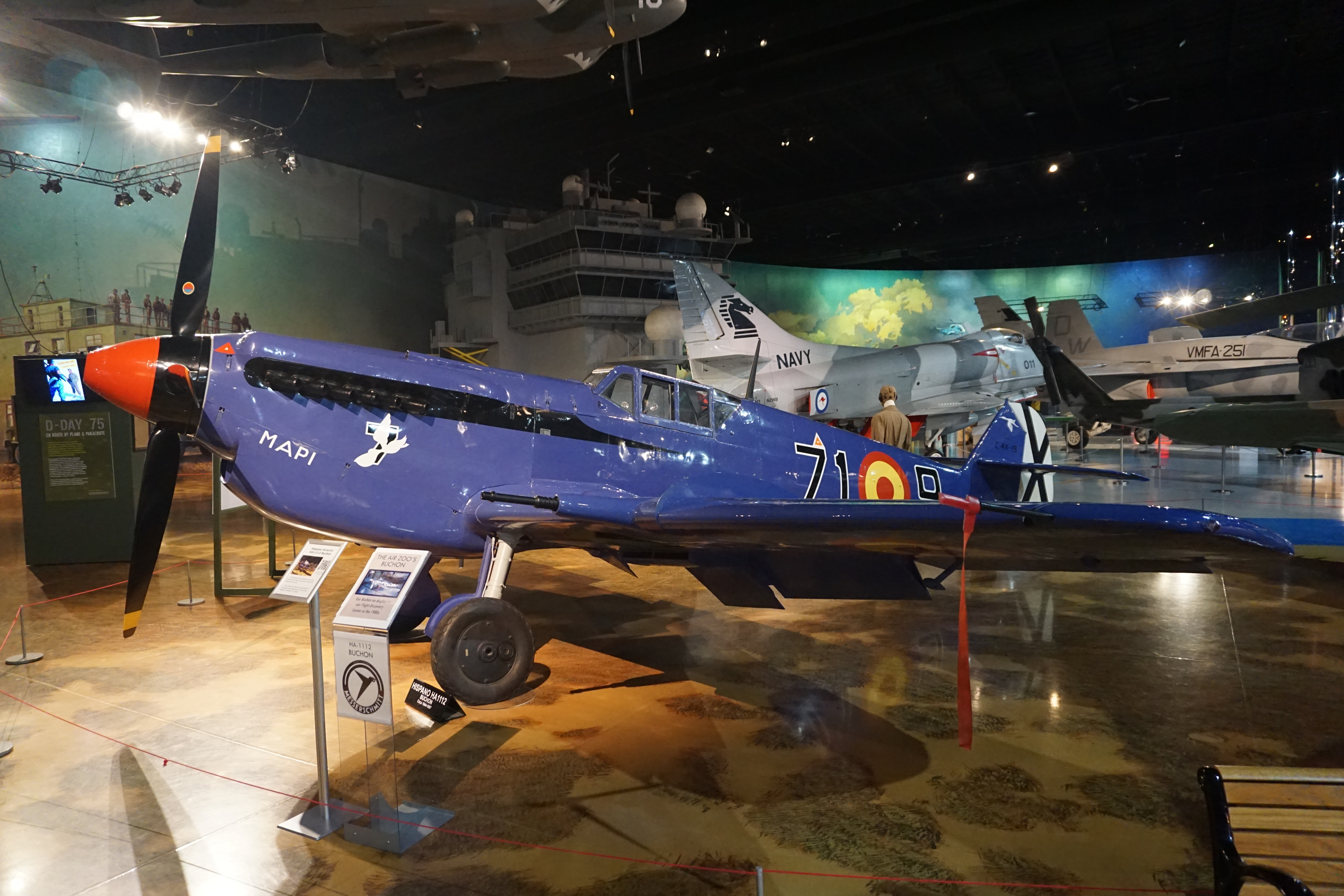
C.4K i spanska färger hos museet Air Zoo, Portage, Michigan, USA, 2019.
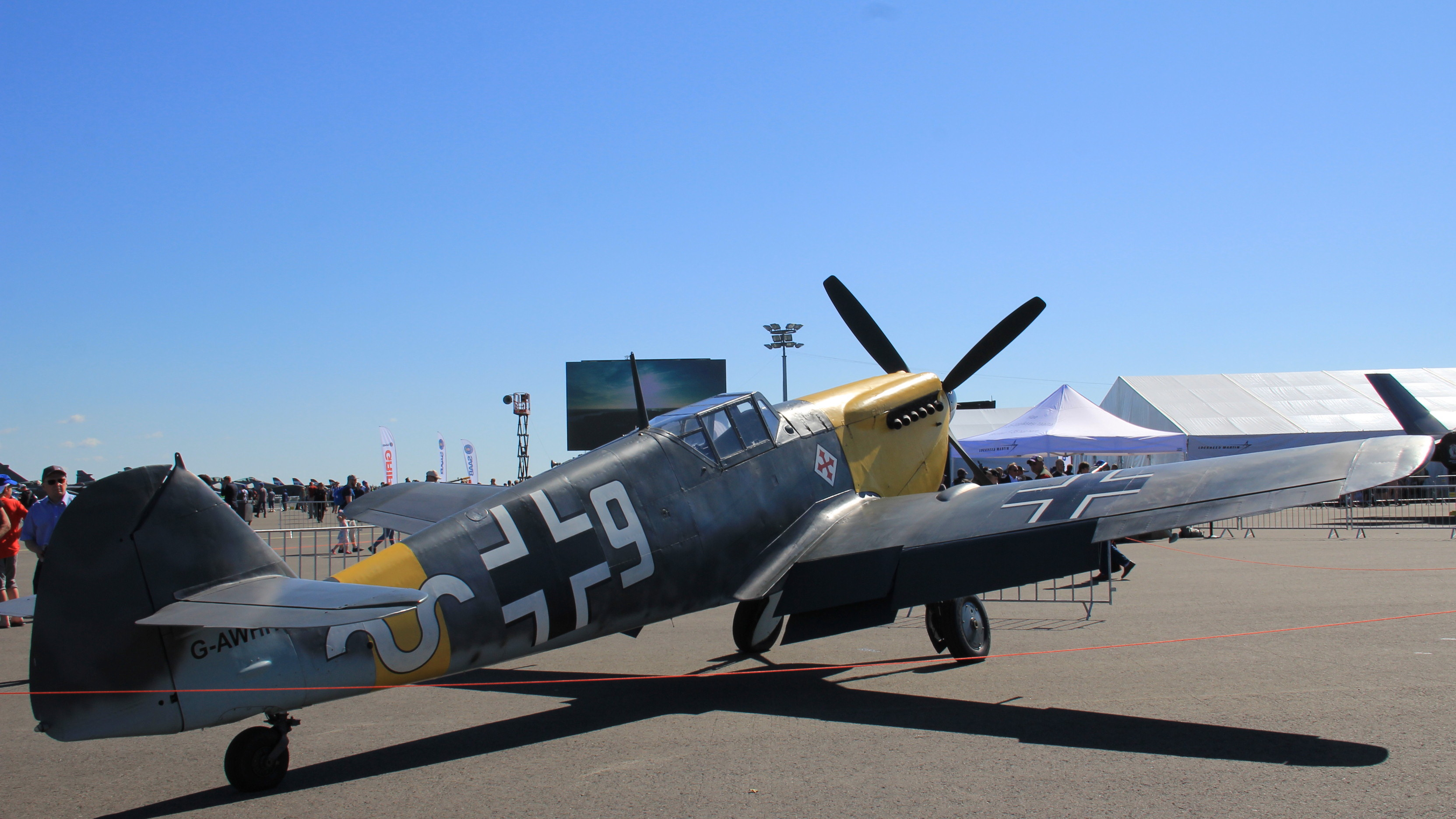
Tyskmålad C.4K under flyguppvisning i Åbo, Finland, 2019.
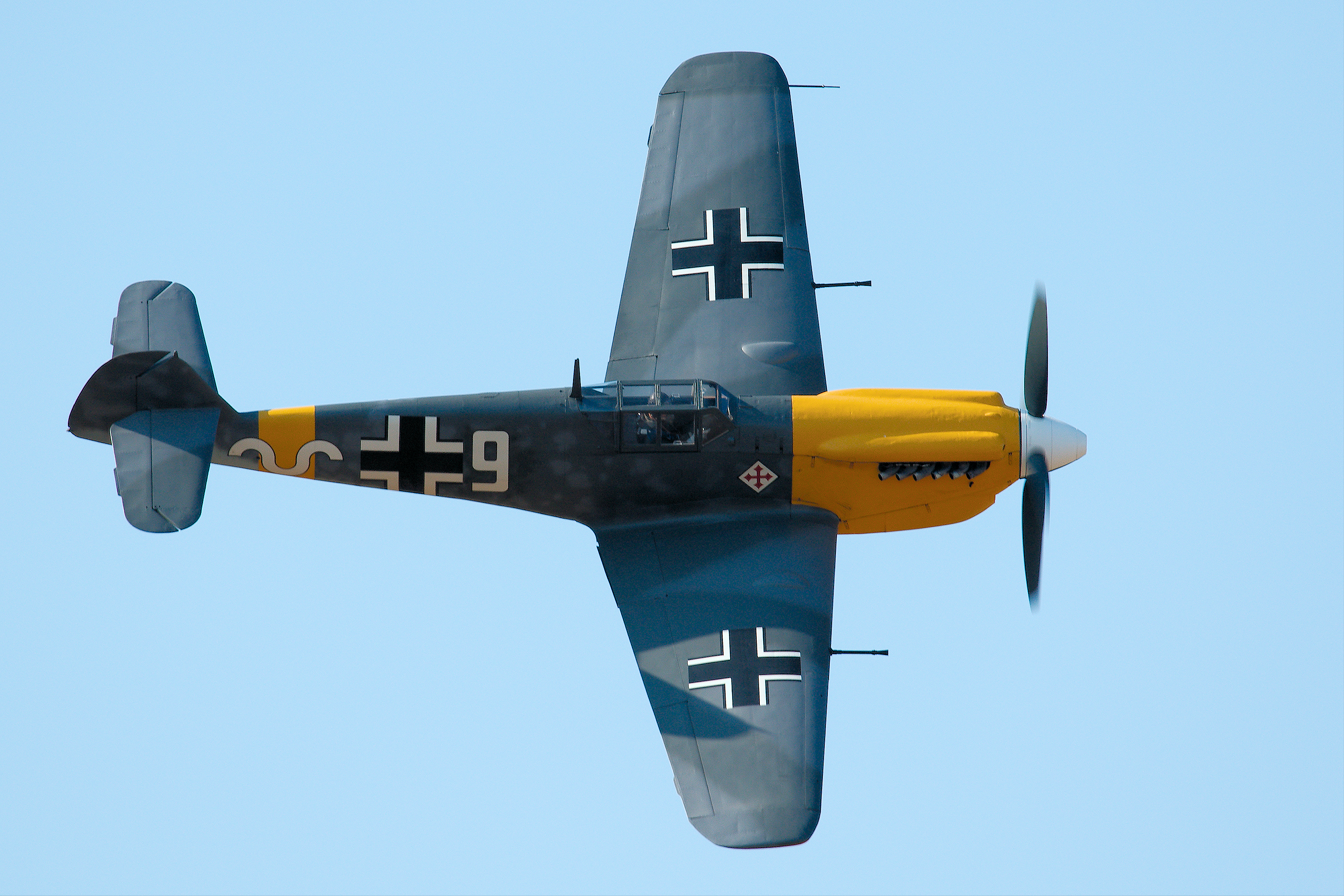
Tyskmålad C.4K i luften, Little Gransden, Storbritannien, 2019.

## Användare
- (Krigstida): Bulgarien, Finland, Italien, Japan (endast ett exemplar), Jugoslavien, Kroatien, Rumänien, Schweiz, Slovakien, Sovjetunionen (endast ett exemplar), Spanien, Tyskland och Ungern.
- (Efterkrigstiden): Finland, Israel, Jugoslavien, Spanien och Tjeckoslovakien.